# 深海魚

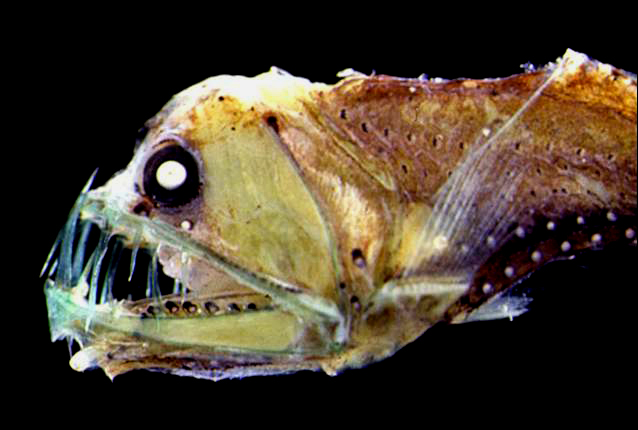
ホウライエソ (Chauliodus sloani)

深海魚（しんかいぎょ、英: deep sea fish）は、深海に生息する魚類の総称。一般的に水深200メートルより深い海域に住む魚類を深海魚と呼んでいる。2023年時点、生きた魚類が撮影により確認された最深記録は8336メートル（西太平洋の伊豆・小笠原海溝）である。
ただし、成長の過程で生息深度を変える種類や、餌を求めて日常的に大きな垂直移動を行う魚類も多く、「深海魚」という用語に明確な定義が存在するわけではない。

## 概要

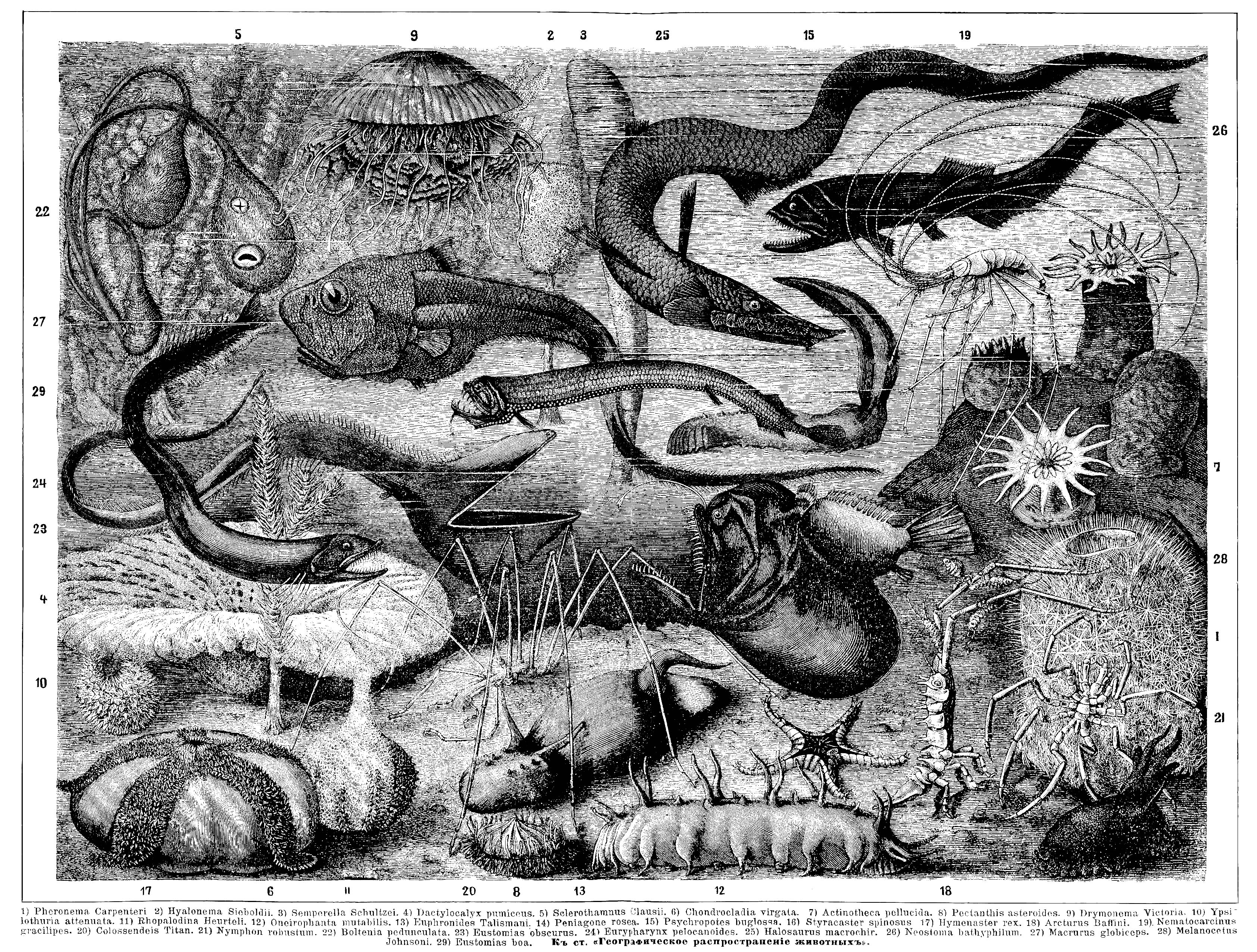
20世紀初頭の百科事典『ブロックハウス・エフロン百科事典]』（1906年）に描かれた様々な深海魚

およそ1万5,800種が知られる海水魚のうち、少なくとも2,000種以上が深海魚に該当すると見積もられている 。深海魚は大きく、海底付近で暮らす底生性深海魚と、海底から離れ中層を漂って生活する遊泳性（漂泳性）深海魚に分けられ、それぞれに含まれる種数はほぼ同数と見積もられている。底生性深海魚と遊泳性深海魚の生活様式はまったく異なり、また進化上の系統分類をよく反映していることから、深海魚の進化・生態を理解するために両者を区分して考えることは重要である。
太陽光の届かない深海には光合成を行う植物（海草・海藻や植物プランクトン）が存在しないため、深海における食物連鎖の基礎を支えるのは浅海の動植物である。浅海で消費されなかった生物の遺骸や排泄物はマリンスノーなどとなって沈降し、最終的に深海に降り積もる。これらの沈み行く有機物はオキアミやクラゲなど浮遊性の深海生物に消費されるほか、深海底に堆積した後は貝類やナマコ、クモヒトデなどの底生生物のエネルギー源として利用される。彼ら自身は（深海魚を含む）さらに大型の深海生物によって捕食され、深海での食物連鎖を形成する。
深海は極度に高い水圧と低水温に阻まれた暗黒の海域である。また、利用可能な総エネルギーは浅海で生産されるうちのごく一部に過ぎない。深海魚はこの極限とも言える環境に適応するため、浅海の魚類には見られない特殊な身体構造および生活様式を獲得している。地表面の7割を覆う海の平均水深は約3,800メートルに達し、200メートル以深の深海は体積比で実に93%を占める。地球で最大の生物圏を構成する深海の環境と、そこに広がる生物多様性を理解するうえで、深海魚研究の果たす役割は大きい。

## 研究史

### 深海生物の存在
深海はその過酷な環境と広大な範囲のため、浅海と比べて観察・研究が困難であり、生物が存在するかどうかは長く不明であった。イギリスの博物学者であるエドワード・フォーブスは、1839年に行った調査船による観測結果を元に、「深海（300ファゾム＝水深548メートル以深）には生物が存在しない」という「深海無生物説」を提唱した。しかし、その後の底引き網や海底ケーブルを用いた各国の調査により、深海から相次いで生物が採取され、この説はすぐに否定されることになる。
深海生物の存在を決定的に証明したのは、1872年から1876年にかけて行われた英国海軍のチャレンジャー号による大規模な世界一周探検航海である。この航海がもたらした膨大な海洋学的研究成果をきっかけとして、各国の海洋調査は本格化し、深海魚研究の歴史も幕を開けた。

### 深海探査艇の登場

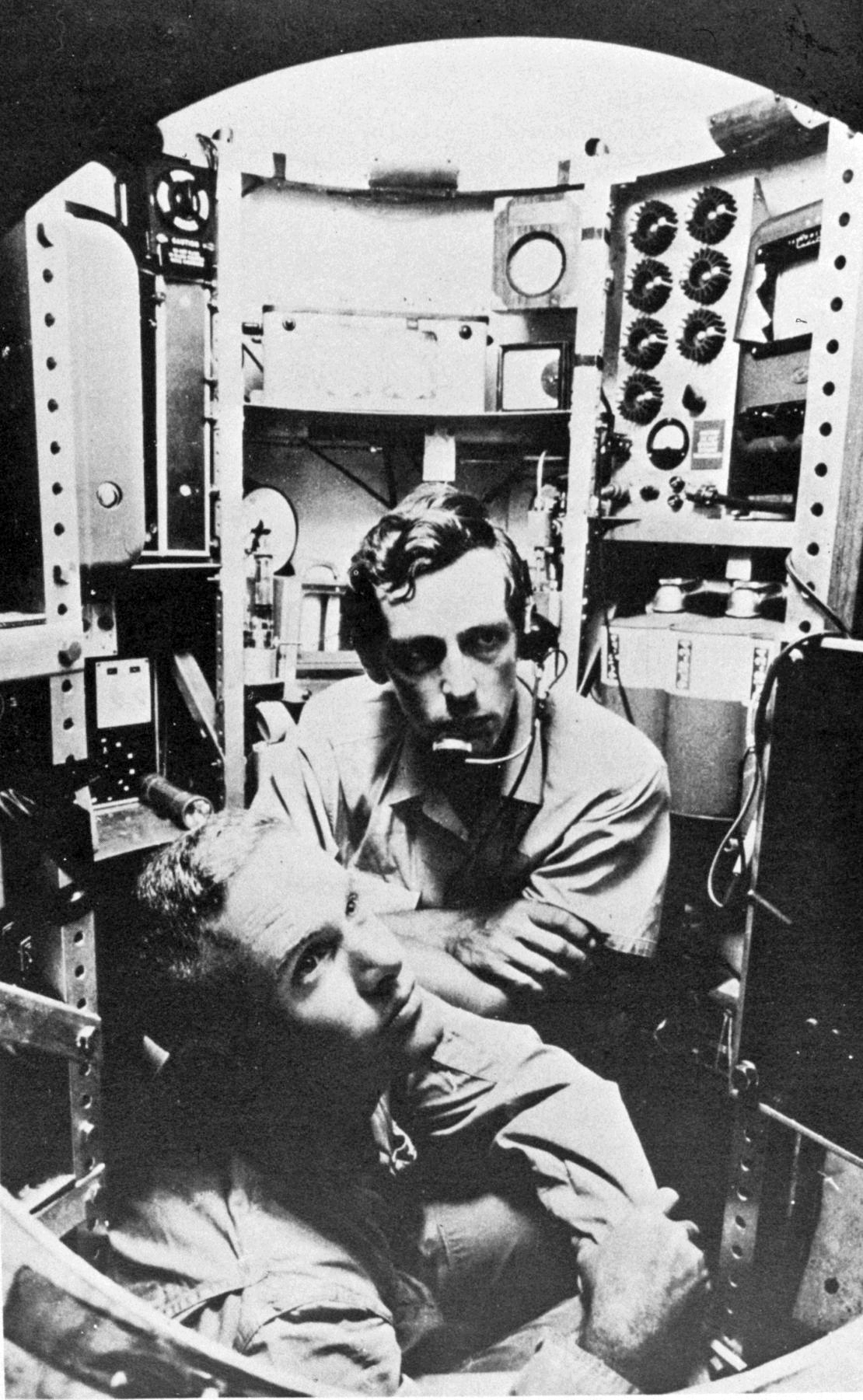
トリエステ号内部のジャック・ピカール（中央）とドン・ウォルシュ

生身の人間が直接大深度に潜行することはできないため、深海探査には常に困難がつきまとう。漁網中に混獲されたり、海岸に打ち上げられたりした深海魚も時として貴重な標本となったが、彼らが実際に生きている姿（生息環境や生態）を伝える情報は損なわれていることが多かった。19世紀後半以降、ワイヤーロープや底引き網の改良により大深度からの標本採取が可能になったものの、深海魚を直接観察することは依然容易ではなかった。兵器としての潜水艦は第一次世界大戦前には既に実用化されていた一方で、学術目的での潜水機器開発は遅れていたのである。
1928年、有人の潜水球（バチスフェア）が開発され、ようやく深海魚の観察が可能になった。バチスフェアは無動力ではあったが、深度923メートルまでの潜水に成功している。そして1948年、オーギュスト・ピカールにより自前の動力を有した深海探査艇バチスカーフが建造された。バチスカーフは複数の後継機が作られ、深海魚の生態観察や大深度での標本採集に強力な手段を提供した。20世紀後半から現代にかけては、日本のしんかい6500、ソビエト連邦／ロシアのミール、フランスのノティールおよびアメリカ合衆国のアルビン号などによる調査を通じ、深海魚の生活様式・環境への適応についての情報が蓄積されつつある。

### 世界最深の魚類
東京海洋大学など日本とオーストラリアの研究チームが2022年8月15日、小笠原諸島北方の水深8336メートルで、水中ロボットから撮影した泳ぐクサウオ科スネイルフィッシュが、2023年時点で最も深い場所で確認された魚類であり、ギネス世界記録に認定された。
これまでの調査・研究史としては、1960年、バチスカーフの後継機の一つであるアメリカ合衆国のトリエステ号が、当時既に世界最深地点として知られていたマリアナ海溝のチャレンジャー海淵を目指して有人潜航を行った。乗船していたジャック・ピカール（オーギュストの息子）は、到達した最深地点（水深10,900メートル前後）で「シタビラメに似たカレイの一種」を目撃したと報告した。一方、日本の無人探査艇「かいこう」が1998年に行った調査では、同地点で魚類を確認することはできなかった。21世紀初頭時点では、ピカールによる「目撃報告」は疑問視され、ナマコの一種を見間違えたのではないかと考える研究者もいる。
日本のNHKが、海洋研究開発機構（JAMSTEC）のチャレンジャー海淵調査について2017年8月27日に放映したテレビ番組『DEEP OCEAN超深海／地球最深（フルデプス）への挑戦』によると、チャレンジャー海淵の底ではナマコ類やエビ類は撮影されたものの、魚類は写っていなかった。
確かな科学的裏付けを持つ例として、これまでに最も深い場所から採集された深海魚はアシロ科（アシロ目）のヨミノアシロ (Abyssobrotula galatheae) である。デンマークの調査隊がプエルトリコ海溝の水深8,372メートルから本種を引き揚げたのは1952年のことで、学名には当時の調査船ガラテア (Galathea) 号の名前が冠されている。ほかに、クサウオ科（カサゴ目）のシンカイクサウオおよびアシロ科のソコボウズが7,000メートル以深で観察されている。
海洋研究開発機構（JAMSTEC）の調査船「かいれい」の機器が2017年5月、マリアナ海溝の水深8,178メートルにおいてシンカイクサウオの採餌行動の撮影に成功した。2017年8月時点で、これが生きた魚類の映像の最深記録であった。

### 捕獲技術の進展

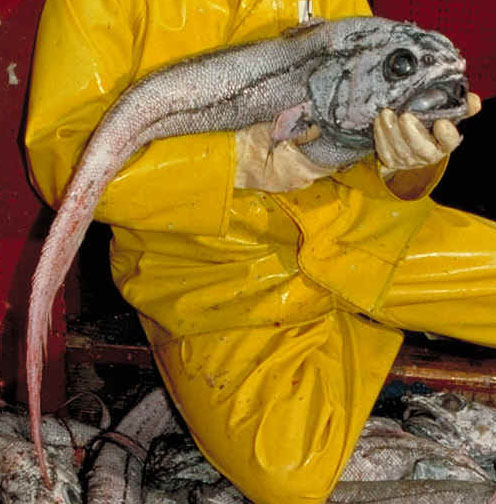
深海から引き揚げられたムネダラ （Albatrossia pectoralis）。急激な減圧によって膨張した内臓が、口腔内に突出している。

深海魚が獲得した低水温・高圧力環境への適応能力を解析するためには、できるだけサンプルを生きたまま捕獲し、地上の研究施設で長期間飼育できることが望ましい。捕食や産卵のために浅海に移動する種類は、通常のアクアリウム設備でもある程度の飼育が可能であるが、実際の生育環境における振る舞いが再現される保証はない。
しかし、深海魚を生体のまま捕獲することには実際上の多くの困難がある。最も重要な問題は浮上に伴う急激な減圧と海水温の上昇であり、多くの場合は深海魚に対して致死的なダメージを与えることになる。また、強すぎる環境光や捕獲そのものによるストレスが、視覚や生理調節機能に影響を及ぼす可能性もある。
深海探査技術の発展とともに捕獲機器の開発・改良も進み、1970年代には低水温維持機能が備えられるようになった。1979年に報告された高圧維持水槽は1980年代にかけて改良が重ねられ、ソコダラなど浮き袋が発達した底生性深海魚の生体捕獲を可能としたが、長期的な飼育維持は依然として困難な状況が続いていた。
2000年代初頭に日本の海洋研究開発機構（JAMSTEC）によって開発された「ディープアクアリウム」は、深海魚の捕獲と高圧下での飼育を単独で行うための装置である。中心部分となる水槽は高圧に耐えるため球形をしており、200気圧の水槽内圧を維持できる。深海探査艇に搭載したディープアクアリウムで深海魚を捕獲したあとは、水槽内部の高圧環境を維持したまま地上に運搬、飼育を行うことが可能である。水交換や給餌も減圧を起こすことなく可能で、深海生物研究の新たな手段として期待されている。

### 深海魚研究の課題
深海の生物学的環境は表層における海流や季節性変化、陸地からの物質供給に大きく依存しており、深海魚の生態を海洋環境と結びつけて理解するためには広範囲かつ経時的な調査が求められる。また、底引き網による乱獲がタラ類など大陸棚周辺に生息する一部の食用種を激減させていることが報告されており、漁業上重要な深海魚の資源調査の必要性が指摘されている。
しかし、特殊な探査艇・採集機器を使用する深海魚の調査は多大なコストを要し、大規模で長期間にわたる生態調査のデータは非常に乏しいのが現状である。個々の種類を詳細に調べる手段の進歩とは対照的に、全体的な生態調査という面では依然立ち遅れている。トロール網のわずかな改良がまったく異なる漁獲結果を導くこともあり、統一的なサンプリング手段の確立が望まれている。

## 深海魚の分布

### 水平分布
海洋は大陸棚の縁を境として、陸に近い沿岸域と、陸から遠く離れた外洋に水平区分される。深海には光合成を行う植物のような基礎生産者が存在せず、深海生物のエネルギー源となる有機物は主に浅海と陸地から供給される。このため、一般的に深海魚（および、ほかの深海生物）は陸に近い海域ほど多く、外洋に出るほど少なくなる。また、熱帯域の外洋では対流が起きないため表層の生物が少なく、利用可能な堆積物に乏しい荒涼とした海底が広がることもある。
海底地形の特徴はそれぞれの地域によって異なり、底生性深海魚の分布に大きな影響を与える。一方で、深海中層の環境は比較的安定し均質であるため、遊泳性深海魚は広範囲な分布域を持つ種類が多い。三大洋（太平洋、インド洋、大西洋）全てに分布する深海魚も少なくなく、汎存種（汎世界種）と呼ばれる。遊泳性深海魚の生物群系は主に気候や大陸・島嶼地形の影響を受けながらおよそ20に分類され、これは他の生物群と比較して著しく少ない区分数である。ハダカイワシやムネエソ類など、大陸棚に沿った分布域を示す遊泳性深海魚を、「pseudoceanic（偽外洋性）」と特に区別して呼ぶこともある。

### 鉛直分布

海の垂直区分。
表層 epipelagic、
中深層 mesopelagic、
漸深層 bathypelagic、
深海層 abyssopelagic、
超深海層 hadopelagic

海を深さによって鉛直方向に区分した場合、表層、中深層、漸深層、深海層、超深海層に分けられる。この区分は、漂泳区分帯と呼ばれることもある。一般的に、中深層以深に主たる生息水深を持つ魚類が深海魚として分布されている。

#### 中深層
中深層（水深200 - 1,000メートル）には、光合成を行うには不充分ながらも、わずかに日光が届く。主要な温度躍層（水温が急激に変化する層）のほとんどがこの領域に存在し、その下には物理的に安定で変化の少ない深海独特の環境が広がっている。
中深層の遊泳性深海魚はこれまでに約750種類が知られ、ワニトカゲギス目に属するヨコエソ科・ムネエソ科・ワニトカゲギス科魚類と、ハダカイワシ目のハダカイワシ科魚類が種類と数の両面で卓越している。これらのグループは極圏の海を含めた全世界の海洋に広く分布し、その生物量は莫大である。特にオニハダカ属（ヨコエソ科）の仲間は、地球上の脊椎動物として最大の個体数を持つと考えられている。
底生魚としては軟骨魚類であるギンザメ目・ツノザメ目の仲間に加え、ソコダラ科・チゴダラ科（タラ目）、アシロ科（アシロ目）およびトカゲギス科（ソトイワシ目）が支配的である。ほかにもチョウチンハダカ科（ヒメ目）、クズアナゴ科（ウナギ目）や、ゲンゲ科（スズキ目）など、深海の中では比較的多様な魚種が観察される領域である。
底生性深海魚の生息範囲は水深よりも海底地形に強く影響され、漸深層にまたがって分布する種類も多い。深海性の底生魚は、中深層と漸深層以深を合わせて1,000種以上が記載されている。

#### 漸深層
漸深層（水深1,000 - 3,000メートル）は光の届かない暗黒の世界である。水温は2 - 5℃で安定している一方、生物が利用できる有機物の量は表層の5%にも満たず、深度とともに急速に減少していく。漸深層の遊泳性深海魚には、少なくとも200種が含まれる。種数の上ではチョウチンアンコウの仲間が優勢であり、ほかにはクジラウオ科（クジラウオ目）、セキトリイワシ科（ニギス目）やフウセンウナギ目の魚類およびオニハダカ属の一部が生息する。ソコダラとトカゲギス類はこの領域でも数の多い底生性深海魚で、ほかにはホラアナゴ科（ウナギ目）、アカグツ科（アンコウ目）などが分布する。

#### 深海層
深海層（水深3,000 - 6,000メートル）になると水温は1 - 2℃程度にまで下がり、ほとんど変化しなくなる。300気圧を超える水圧は、生物の細胞活動に影響を与える。遊泳性深海魚はほとんど姿を消し、アシロ科・クサウオ科・ソコダラ科の底生魚が見られるのみである。

#### 超深海層
超深海層（6,000メートル以深）は海溝の深部に限られ、全海底面積の2%に満たない。水圧が600気圧を超えるこの海域に暮らす深海魚は、深海層と同様にソコダラ科、クサウオ科およびアシロ科に属するごく一部の底生魚しか知られていない。

## 身体構造

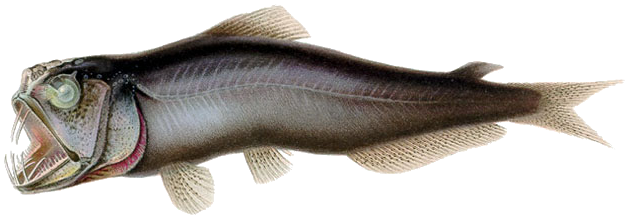
ミナミヤリエソ Coccorella atrata （ヤリエソ科）。上方に突き出した大きな両眼は、光の少ない環境への適応と考えられている。

深海には太陽の光がほとんど届かないほか、高水圧、低水温、低酸素濃度、利用できる有機物が少ないなど、生物にとって過酷な条件が揃っている。深海生物に共通して見られる高水圧への適応として、細胞膜の流動性および圧力に対する酵素の感受性が低下していることが挙げられる。なお、高水圧といっても、細胞内も高圧の水で満たされているので、圧力差は非常に小さい。以下には、深海魚が持つ特殊な身体構造について記す。

### 骨格・筋肉
魚類の身体中に含まれるタンパク質や骨格の比重は、通常は海水より大きい。浅海魚は遊泳に伴う揚力や浮き袋への吸気で浮力を得ているが、利用可能なエネルギーに乏しい深海では、深海魚は極力遊泳せずに浮力を確保する必要がある。多くの深海魚では骨・軟骨および筋肉など体内の高密度組織が減少しており、代わりに低比重の水分と脂肪分を多量に含んでいる。腹鰭とその支持骨格、あるいは頭部の骨格を退縮させたものや、鱗・棘条を持たない種類も多く、軽量化に向けたひとつの手段と見られている。

### 浮き袋
浮き袋（鰾）は浅海魚が浮力を得る一般的な手段であるが、深海では極度の高水圧のため、通常のガス交換による浮き袋の機能には期待できない。高水圧と急激な圧力変化に耐えるため、深海魚には浮き袋の壁を頑丈なグアニン結晶で覆う、あるいは内容物を気体ではなく脂肪やワックスに置換するなどの適応が見られる。特にハダカイワシ類のように、餌を求めて深海と浅海を往復する習性を持つ深海魚は、数百気圧に及ぶ圧力変化を日々受けることになる。彼らは遊泳性深海魚の中では比較的発達した浮き袋を持ち、奇網（ガス交換に寄与する微細な血管網）は浅海魚に比べ非常に長く、一部の種類では中身を脂肪で満たしている。
深度が大きくなるに従って、高水圧に逆らいガス交換（特に分泌）を行うことへの負担も増大する。中深層遊泳性の深海魚（浅海への移動を行わないグループ）では浮き袋は一般に退化的であり、さらに深度を増した漸深層では浮き袋をもたない種類が多い。一方で底生性魚類は、海底付近からあまり離れず急激な圧力変化を受けないためか、大深度でもよく発達した浮き袋を持つ場合がある。

### 眼球

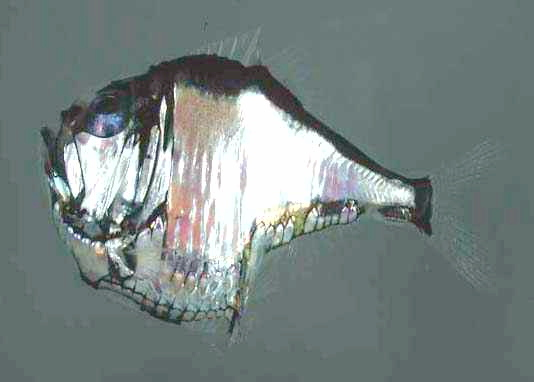
トガリムネエソ Argyropelecus aculeatus （ムネエソ科）。上向きの管状眼と、著しく側扁した平べったい体を持つ。

透明度にもよるが、水深1,000メートル程度まではかろうじて太陽光が届くため、この領域に住む深海魚には体に対して非常に大きな眼球を持つものがいる。さらにデメエソ科・ムネエソ科・ヨコエソ科魚類など少なくとも11科の深海魚は、眼を管状に変形させた管状眼を持つ。深海に達する光は散乱と屈折のため、太陽の位置に関係なく常に真上から降り注ぎ、日没まで光量の変化も少ない。ボウエンギョ科など一部の例外を除き、ほとんどの管状眼は真上を向いており、海面方向からの光に対応している。
なお、同様に暗黒条件下の洞穴生物では、深海魚とは対照的に眼が退化した例が多い。深海魚の場合、洞穴とは異なりわずかながら光が差し込むこと、種によっては浅海への移動があること、発光生物が多いことが影響していると考えられる。
1,000メートル以深の漸深層は光がまったく届かない暗黒の世界で、この領域には落ち窪んだ小さな眼を持つ深海魚が多い。ソコオクメウオ科のように目が皮膚の中に埋もれてしまったもの、チョウチンハダカのように板状の網膜しか残っていない深海魚もいるが、光を検出する機能は依然として残されており、退化ではなく特殊化ととらえる方がより適切と考えられている。漸深層においてまばらに明滅する生物発光をとらえるためには、先細りの小さな眼球の方が適しているという報告もある。これらの眼は通常の眼よりも空間分解能に優れ、20 - 30メートル程度離れた場所の発光を捉えるのに適しているとされる。遊泳力の低い深海魚にとって、視野を比較的狭い範囲に限定することは、エネルギー効率の面で合理的である。

### 消化器

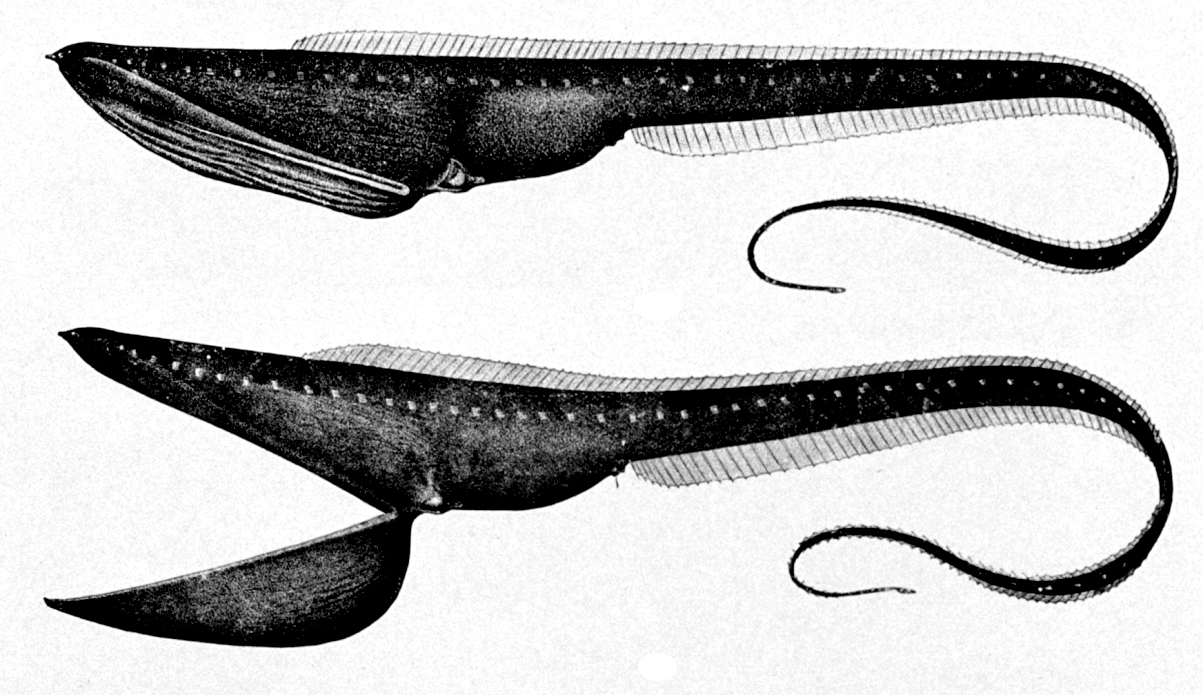
フクロウナギ Eurypharynx pelecanoides （フクロウナギ科）。非常に大きな口を持つ深海魚として知られ、世界中の温暖な海の深海（550 - 3,000メートル）で比較的普通に見られる。

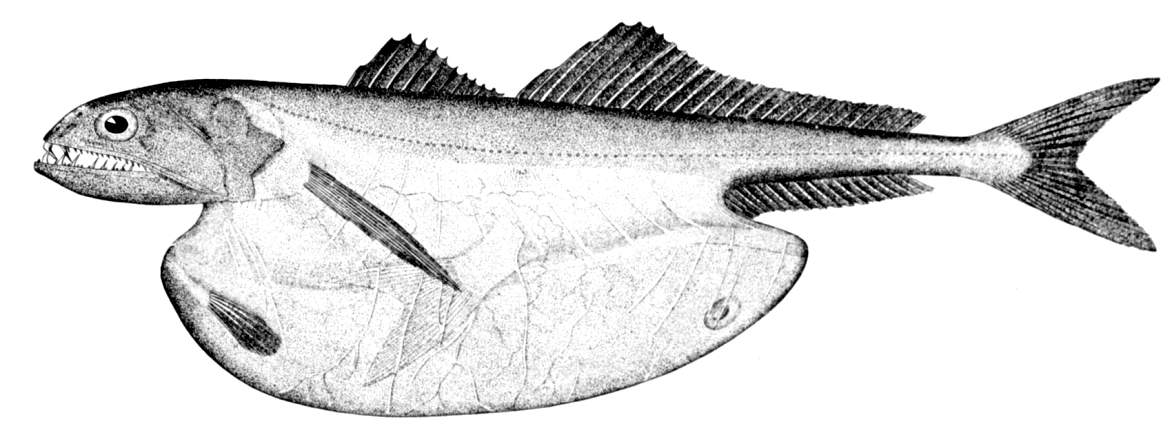
自分よりも大きな獲物を飲み込んだオニボウズギス Chiasmodon niger （クロボウズギス科）

魚食性の遊泳性深海魚には、体のサイズと比較してかなり大きな口や歯を備えたものが多い。並外れた大きな口の持ち主として、フウセンウナギ目に属するフウセンウナギ・フクロウナギの仲間が特に知られている。彼らは一見すると頭が異常に大きいように見えるが頭蓋骨は小さく、大きな口は極端に発達した顎の骨に支えられている。フウセンウナギが鋭い歯を持ち大型の獲物を飲み込むのに対し、フクロウナギの顎には歯がほとんどなく、小型の魚やプランクトンをかき集めて食べている。
発達した歯列もまた魚食性深海魚の特徴であり、オニキンメ（オニキンメ科）など鋭い牙状の歯を持つものもいる。ワニトカゲギス・チョウチンアンコウ類の一部には、内側に折れ曲がった歯を持つものがあり、捕えた獲物を逃しにくい構造になっている。
チョウチンアンコウ類やクロボウズギス科の魚など、食道や胃を大きく拡張させることのできる深海魚もいる。オニボウズギスは自分の何倍もある獲物を飲み込むことが可能で、腹部を異常に膨らませた状態で捕獲されることがある。また、メラニンなどの色素沈着によって、黒色化した腸管を持つ深海魚も珍しくない。発光生物を捕食した際に、消化管を透過した光が外敵を誘引することを回避しているものと見られる。
継続的な捕食を行うことが難しい深海の環境では、エネルギーを効率的に蓄えることが課題となる。肝臓は深海魚にとって重要なエネルギー貯蔵器官であり、シンカイエソ科などは非常に大きく脂質に富む肝臓を備えている。ヨロイダラ（ソコダラ科）の肝臓もまた脂質・グリコーゲンを豊富に含み、およそ180日間は餌がとれなくとも生命を維持できると推定されている。
脂質は海水よりも比重が小さいため、肝臓に多量に脂肪分を蓄えることは浮力の確保にも貢献する。アイザメ科・カラスザメ科（ツノザメ目）など、浮き袋を持たない深海性の軟骨魚類には、時に体重の25%にも及ぶ巨大な肝臓を持つものがある。

### 体色

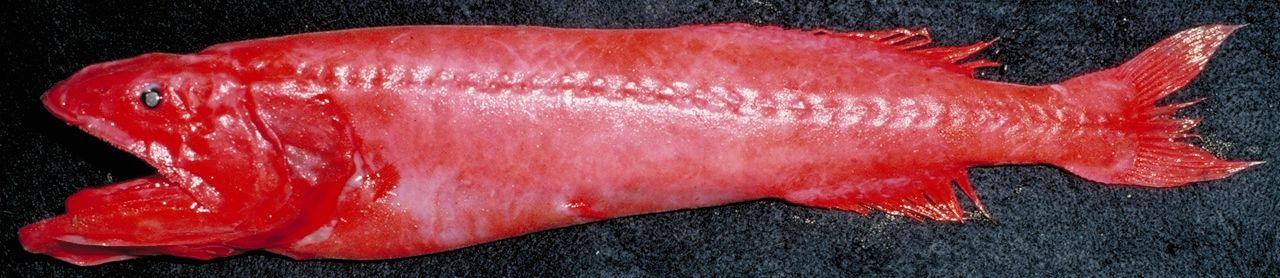
アカクジラウオダマシ Barbourisia rufa （アカクジラウオダマシ科）。鮮やかな紅色の体色、発達した側線と小さな眼がクジラウオ類の特徴。

深海の中では比較的明るい中深層に住む魚類では、体表面の銀化による擬態が見られる。ムネエソの仲間は厚さ数ミリの平べったい体を持ち、表面はアルミホイルのような光沢のある銀色を呈している。彼らの体表面にはグアニンによる微小な反射性結晶が何層にもわたり規則的に並んでおり、鏡のように光を反射して捕食者に自らの姿を認識されないようにしている。ムネエソ類の一部は夜間には反射効率を低下させ、生物発光の反射による発見の危険性を減らすことができる。
水深600m付近から、深海魚の体色は銀白色から鉛色へと急速に変化し、1,000メートルの漸深層に達するとほぼ均一に暗色となる。クジラウオ類の多くは鮮やかな赤い体色をしているが、青い波長の光しか届かない深海においては、黒色同様ほとんど目立たないと考えられる。

### 誘引突起・擬餌状体
アンコウ目魚類の背鰭の第1棘条は釣竿状に変形しており、誘引突起（イリシウム）と呼ばれる。誘引突起の先端にある房状に膨化した部分を擬餌状体（エスカ）と呼び、アンコウ類は擬餌状体を餌のように動かして獲物をおびき寄せる。漸深層遊泳性のチョウチンアンコウ上科の仲間では、擬餌状体が共生発光器官として機能することも多い。また、オニアンコウ科の深海魚は複雑に分岐した顎鬚のような構造を持ち、やはり餌の誘引に用いると考えられている。

## 発光
生物発光は発光基質（ルシフェリン）と発光酵素（ルシフェラーゼ）の化学反応によって起こる発光現象で、多くの深海生物が持つ重要な特徴の一つである。深海魚も例外ではなく、大西洋北東部における調査では、500メートル以深に住む深海魚の7割、個体数にして9割以上が発光するとされる。深海魚による生物発光には、発光バクテリアを体内に住まわせることによる共生発光と、自身が発光基質を作り出す自力発光とがある。発光器官の位置は眼の周囲、鰭や口ヒゲの末端、腹部、尾部、肛門周囲など様々で、数や形態とともに重要な分類形質として利用される。

### 共生発光

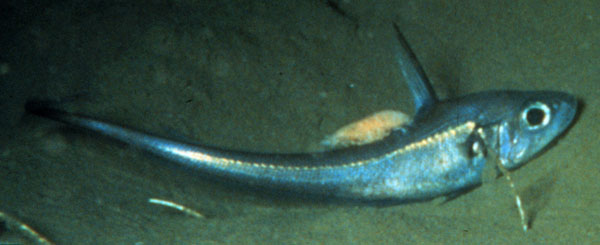
ソコダラ科の一種 (Macrouridae sp.)。ソコダラ類は消化管とつながった発光器を持つ。

このタイプの発光を行うのは比較的少数の深海生物であり、遊泳性の深海魚ではチョウチンアンコウとニギス目の一部、底生性魚類ではソコダラ科・チゴダラ科の仲間が代表的である。このうちチョウチンアンコウ類を除く3グループの発光器は消化管から連続して発達しており、腸内細菌叢で維持された発光バクテリア（主に Photobacterium phosphoreum）が持続的に補給されていると見られる。発光器の数は少なく、通常1 - 2個である。
チョウチンアンコウ類の発光器官は擬餌状体に位置し、消化管とは連続していない。彼らの「提灯」を光らせる発光バクテリアがどこから来ているのかは不明である。ビブリオ属の細菌であることは判明しているものの、2001年時点で人工培養には成功していない。

### 自力発光

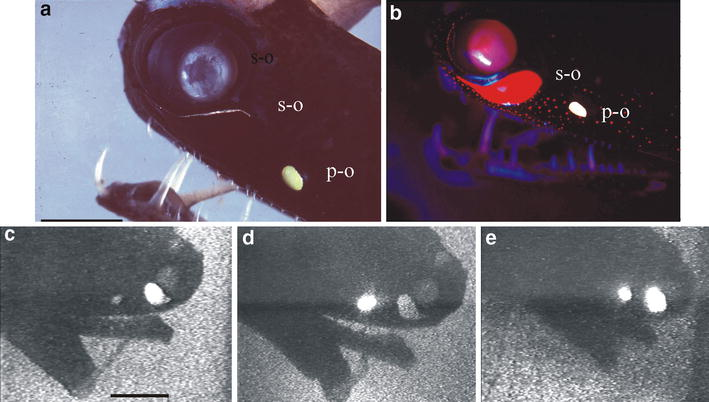
オオクチホシエソ Malacosteus niger （ワニトカゲギス科）による赤色発光。紫外線励起によって赤く光る眼下発光器（s-o）と、白色光を発する眼後発光器（p-o）。両者はそれぞれ別個に明滅させることができる（下段）。

深海魚を含めた多くの深海生物は、自分自身で産生したルシフェリンを利用する自力発光を行う。一般に発光器の数は多く、数百から数千に達することもある。発光器の開口部にレンズやフィルター状の構造を伴う場合もあり、光量や照射方向、発光色の調節に役立っている。
深海に届く光は緑や青の波長に限られるため、多くの深海魚の目は青い光だけを感知できるようになっているが、ワニトカゲギス科に属するホテイエソ亜科およびホウキボシエソ亜科の魚類には、例外的に赤い光を認識できるものがいる。彼らは発光器を覆う特殊なフィルターを使い、自身で赤い光を発することも可能である。獲物やほかの捕食者に認識できない赤色光を使うことは、捕食や繁殖を行ううえで有利に働くと思われる。

### 発光の機能

#### カウンターイルミネーション
深海といえども、水深1,000メートル程度まではごくわずかに光が差し込む。そのため、日中に下から海面を見上げたとき、上部にいる生物の影が浮かび上がることになる。腹部に発光器を配置し、降り注ぐ光と同じレベルに輝度を調節すれば、このシルエットを消すことが可能になる。これをカウンターイルミネーションと呼び、中深層遊泳性の深海魚のほとんどがこの方法を利用している。完全に暗黒の領域となる1,000メートル以深ではカウンターイルミネーションの効果が期待できないためか、漸深層の深海魚には腹部の発光器はあまり見られない。

#### 捕食

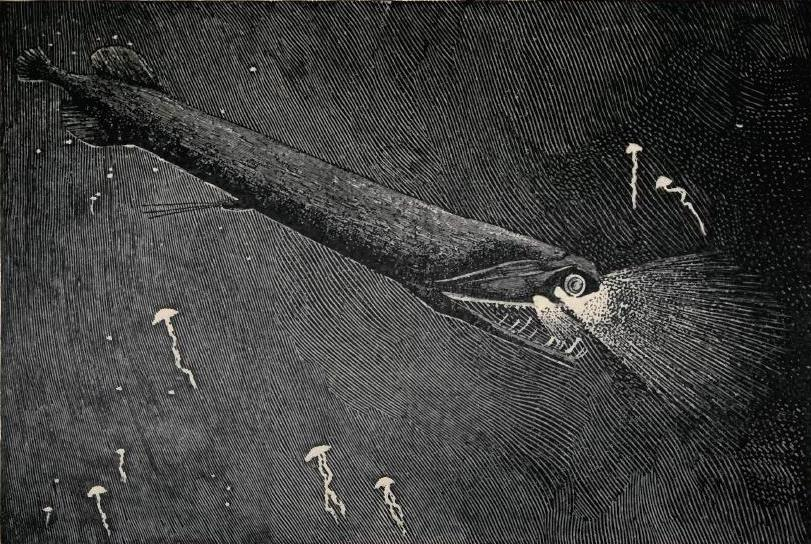
眼下・眼後発光器で視界を照らすオオクチホシエソ Malacosteus niger （ワニトカゲギス科）の想像図（1887年に描かれたもの）

餌となる生き物を照らし出すことが、生物発光の捕食における基本用途であり、多くの深海魚がこの種の発光を行う。ほとんどのワニトカゲギス科魚類は眼の直下、あるいは後部に大型の発光器を備えており、彼らの視界を明るく照らしている。一方、餌を誘引するための発光を行う深海魚も多い。チョウチンアンコウ類は擬餌状体の先端で共生発光を行って獲物を誘引するほか、オニアンコウ科のように複雑に分岐した顎髭のような自力発光器官を持つものもいる。また、ムネエソ属やクロボウズギス属などいくつかのグループは、口の中に発光器官を持つ。

#### コミュニケーション
浅い海に暮らす魚が群れを作るために集合する際には、視覚に加えて反射光が利用されている。深海魚もこれに似て、生物発光を集団の維持に用いていると考えられている。中深層で群れをなすハダカイワシ類は、カウンターイルミネーションのための腹部の発光器のほかに、頭部や尾部にも発光器を持っている。発光器のサイズ・位置・数は雄と雌で異なる性的二形を示し、両性のコミュニケーションに使用されている可能性がある。ワニトカゲギス類の眼後発光器も、雌よりも雄のほうが大きいことが多い。

#### 防衛
ワニトカゲギス科に属する一部の深海魚は、防御的な強い閃光を発することができる。非常に明るい光を出すことによって、捕食者を気絶させることさえある。ハナメイワシ科（ニギス目）の魚は鰓（えら）の下から発光液を分泌し、捕食者の目を引きつけるダミーの役割を果たすと考えられている。

## 生態
深海魚の生態には、過酷な深海の環境に適応した独特の様式が数多く見られる。深海の生物密度は浅海と比べて極端に低く、個体を維持するための捕食行動を効率よく行うこと、それと同時に余分なエネルギー消費を最低限に抑えることが求められる。また、生息範囲と個体数の問題から、深海では雄と雌との繁殖の機会が非常に少ない。こうした条件下で確実に繁殖・成長を行う戦略を立てることは、種としての存続を図るためには必須の適応である。

### 食性

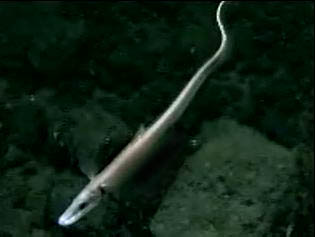
トカゲギス科の一種 (Halosauridae sp.)。本科は海底の埋在動物を主な餌とする一方、近縁のソコギス科魚類は表在動物を選択的に捕食する。

深海魚の捕食シーンを観察することは容易でないため、彼らが何を食べて生きているのかという問題は胃内容物を直接調べるか、身体構造・寄生虫などの間接的な情報から推測されることが多い。大深度から引き揚げられた深海魚は浮き袋の膨張・反転により、消化管内容物が漏出していることがしばしばある。また、大型の捕食魚は餌をとる頻度がかなり低いと見られ、胃の中が空っぽというケースが大半である。
このように、直接的な胃内容物の情報は限定的であることも多いが、胃内に残る生物以外の堆積物から、深海魚の食性をある程度推測することは可能である。ある深海魚の胃から砂粒が見つかるなら、その魚は直接あるいは間接的に砂泥中の生物を利用していることが分かるし、逆に堆積物がまったくないならば、これらの生物への依存度が低いと考えられる。同じソコギス亜目に属する底生魚であるトカゲギス科・ソコギス科がこのような関係にあり、系統的に近い両グループの食性が大きく異なっていることが分かる。
ある種の寄生虫が持つ厳密な種特異性（特定の中間宿主・終宿主のみに感染すること）もまた、深海魚の食性を調べるために利用されている。一部のソコダラ類に感染している寄生虫から、彼らがその中間宿主であるヨコエビ（端脚類）やアミ類を食べていることや、ソコガンギエイ属の一種 (Bathyraja richardsoni) がヨロイダラを捕食していることなどが推測されている。
小型の遊泳性深海魚には動物プランクトン（特に甲殻類）を主食とするものがもっとも多い。クラゲ（刺胞動物）・サルパ（尾索動物）類は深海で比較的豊富に存在する生物群であるが、これらのゼラチン質生物を主食とする深海魚は少なく、セキトリイワシ科・デメニギス科およびソコイワシ科（いずれもニギス目）などごく一部に限られる。栄養価の低さから避けられているのか、速やかに消化されてしまい単に胃内容物として認識されないためかは不明である。クラゲ類を専食する深海魚の口腔および食道は厚い結合組織に覆われており、刺胞毒による傷害から身を守っている。中 - 大型の遊泳性深海魚はワニトカゲギス類をはじめとして魚食性の種類が多く、数の豊富なハダカイワシ類が重要な餌生物となっている。
海底に沈降した大型生物の死骸もまた、深海生物の重要な食料となる。無顎類に所属するヌタウナギ科の仲間や、ホラアナゴ科のコンゴウアナゴは、こうした遺骸を専食する腐肉食性の深海魚である。死体に集まるヨコエビ類を狙うことで間接的に生物遺骸を利用するものも多く、ソコオクメウオ科（アシロ目）やクサウオ科、ゲンゲ科の一部（コンニャクハダカゲンゲ属）などが知られている。こうした腐肉利用性の深海魚の体は一様にゼラチン状でぶよぶよしており、摂食時以外はほとんど動かず静止するか、海底直上を流れに任せ漂っている。彼らの身体組成と低い運動性は、大型遺骸の沈降という予測不能かつ低頻度な捕食機会に対するエネルギー的適応と見られている。

#### 日周鉛直移動

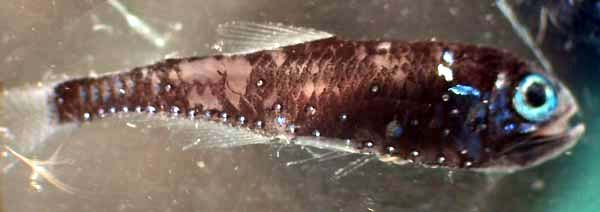
ハダカイワシの仲間。ハダカイワシ類の多くは、夜間に餌を求めて浅海に浮上する日周鉛直移動をする。

昼間は深海に住む魚が、夜間に餌を求めて浅海に移動することを日周鉛直移動（英：diel vertical migration）と呼び、中深層遊泳性の深海魚に多く見られる特徴である。深海魚に限らず、ヤムシやカイアシ類などの動物プランクトン、サクラエビなど多くの深海生物が日周鉛直移動を行う。日周鉛直移動を行う深海魚は比較的発達した浮き袋を持ち、一部の種類では鉛直移動に伴う水圧の変化に対応するため、空気の代わりに脂肪を蓄えるなどの適応が見られる。
主に中深層に生息するハダカイワシ類は日周鉛直移動を行う深海魚の代表的存在で、水深1,000メートルまでに分布する多くの種類が、夜間は海面に向かって移動する。深海での生息範囲と、浮上して餌をあさる水深は種類ごとに異なっており、互いに競合しないよう住み分けを行っている。この住み分けは「鉛直移動の梯子 (ladder of migrations)」とも呼ばれ、浅海の有機物を速やかに深海に運搬する重要なメカニズムとして機能している。
底生性深海魚の胃内容物からもしばしば遊泳性魚類が見出されることから、これらの深海魚も中層に餌を求めて鉛直移動を行うと考える研究者もいる。遊泳性魚類の方が海底に接近している可能性も指摘されているが、実際にソコダラ科の一種 (Coryphaenoides rupestris) が、海底から離れた中層トロール網によって多数漁獲された例がある。

### 繁殖行動
繁殖行動の適応はソコダラなど活発に泳ぐ底生魚よりも、チョウチンハダカのような待ち伏せ型の底生性深海魚および中層を遊泳する深海魚に顕著に認められる。タラ目やソコギス科など一部の深海魚の繁殖活動には明瞭な季節性があり、これらの仲間は浅海の生物生産が盛んな時期に合わせて産卵を行う。一般に遊泳性深海魚は小型で大量の卵を産み、底生性魚類の卵は大型であるが数が少ない傾向がある。

#### 雌雄同体・性転換
雌雄同体であれば、2匹が出会いさえすれば繁殖が可能となる。両性の生殖腺を維持する必要があるため、エネルギー面の負担は大きくなるが、個体密度の低い深海魚にとってはメリットが大きい。ヒメ目に所属するフデエソ科・ミズウオ科・チョウチンハダカ科・シンカイエソ科の深海魚はいずれも雌雄同体である。同じくヒメ目のアオメエソ科では、深海性の種類は雌雄同体であるのに対し、浅海種は両性に分かれる。
性転換をする魚類は浅海魚からも知られているが、深海魚にも同様の繁殖様式が見られる。浅海魚では雌から雄に性転換する雌性先熟が多いのに対し、深海魚ではオニハダカ属やヨコエソ属など、雄から雌に性転換をする雄性先熟がしばしば見られる。主に中深層に生息するヨコエソ属の魚類は生後1年目まではすべて雄であるが、おおむね2年目までには雌に性転換をする。
このような雄性先熟は、浅海魚ではクマノミなどに見られる。雄が縄張りやハーレムを形成する魚種では、雄が大型化する雌性先熟が有利であるが、個体群密度が非常に小さい深海においてはこのような行動様式を取ることは難しい。一般に精子よりも卵を作る方が多くのエネルギーを必要とする（雌の方が性成熟が遅い）ことから、深海魚にとっては雄性先熟による繁殖が有利になると考えられている。

#### 矮雄

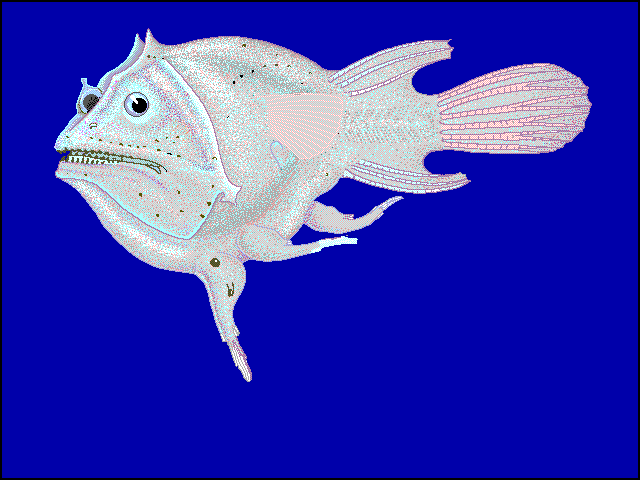
オニアンコウ科の1種 (Haplophryne mollis)。3匹の雄が腹部に食いつき一体化している

矮雄（わいゆう）とは雌に比べて極端に小さな雄のことで、特にチョウチンアンコウ上科に多く見られる。チョウチンアンコウ類の雄は、雌の3分の1から13分の1程度にしか成長しない。ミツクリエナガチョウチンアンコウ科・オニアンコウ科など少なくとも4科の矮雄は雌に寄生する習性を持ち、当初は自由生活を送っている雄は、雌を見つけると腹部に食いつき一体化する。雄はその後、栄養を雌の皮膚から伸びた血管を通じて得るようになる。自力で泳ぐ必要がないため雄の眼や鰭は次第に退縮する一方、生殖に必要な精巣の機能は保持されている。雌と矮雄の結合が、互いの性成熟を達成するための必要条件になっている場合もある。
矮雄を持つほかの深海魚としては、ミツマタヤリウオ属とオニハダカ属の一部（ワニトカゲギス目）、およびクジラウオ科の仲間が知られ、いずれも雌への寄生はしない。ミツマタヤリウオ（Idiacanthus antrostomus）は50センチメートルほどに成長する雌に対して雄は5センチメートル程度にしかならず、歯と消化器官は貧弱で自力で餌をとることはほとんどできない。眼下発光器と精巣は発達していることから、普段はエネルギー消費を抑えて浮遊しており、発光で雌を呼び寄せるものと考えられる。
このように雌ではなく雄が小型化するのは、上述の性転換の場合と同様で、繁殖には雌の方が多大なエネルギーを要することが理由となっている。矮雄は雌を求めて比較的長い距離を遊泳する必要があるため、持久力の高いいわゆる赤身の筋繊維が発達している。また、ほとんどの矮雄は雌よりも発達した高精度の嗅覚と、わずかな光を鋭敏にとらえる視覚を持ち、雌の位置を特定するために役立てている。

### 成長

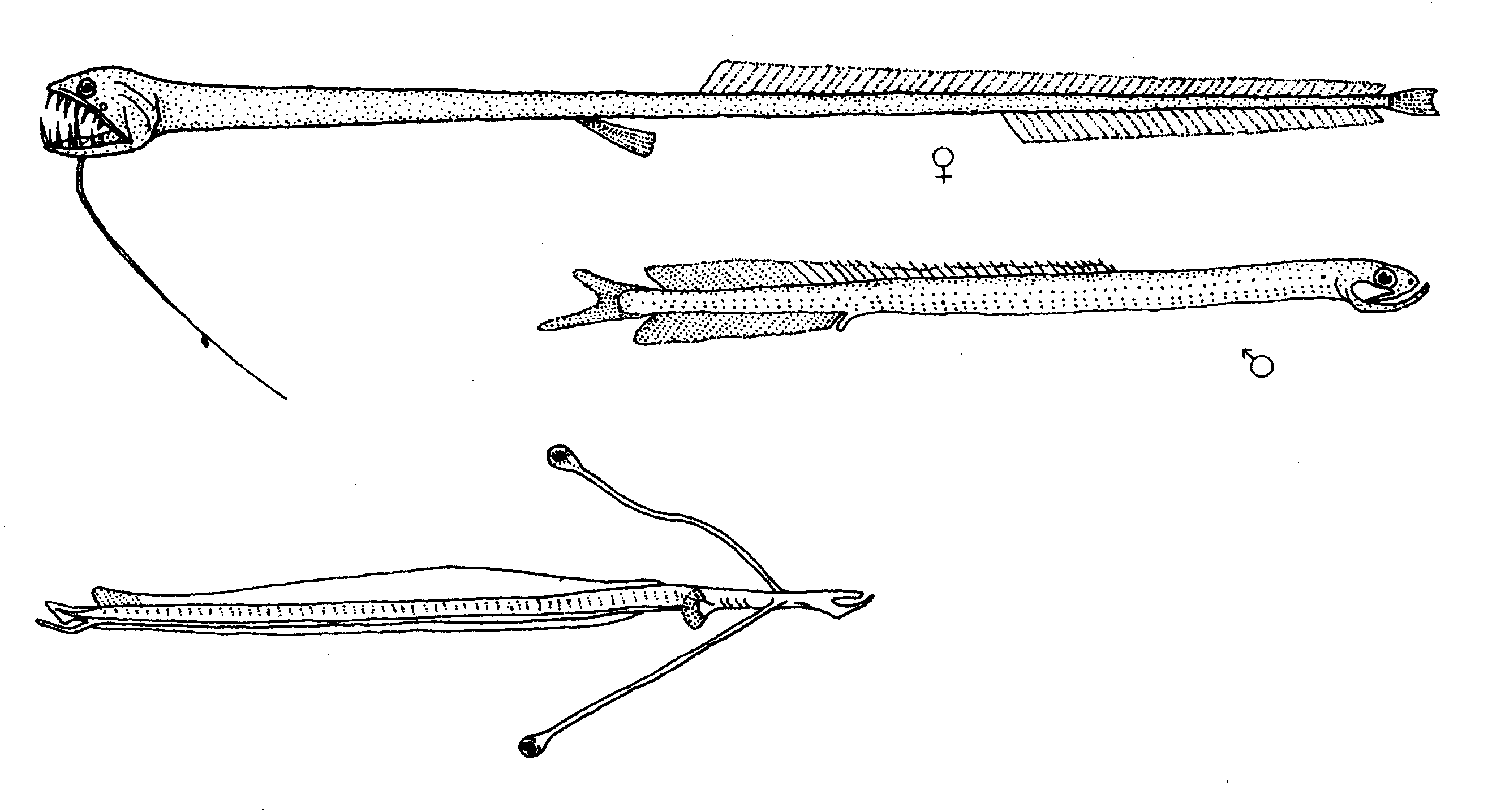
ミツマタヤリウオ属の一種（Idiacanthus atlanticus）。仔魚（一番下）は眼球が突き出た奇妙な姿をしており、成魚とはまったく似ていない。

生物は成熟するまでに、多くのエネルギーを必要とする。深海では充分な食料を得ることが難しいため、深海魚は浅い海で幼生時代を過ごすことがしばしばある。スケトウダラのように浅い海で産卵するものと、チョウチンハダカのように深い海で産卵し、自然に浮上するに任せるものがある。
表層で成長する深海魚の仔稚魚は、外敵に見つかりにくい透明な体を持つなど、成熟後の姿とは似ても似つかぬ特異な形態をとることがしばしばある。チョウチンハダカやミツマタヤリウオの仲間の仔魚は、鰭や眼球など体の一部を細長い突起のように伸ばしている。また、ワニトカゲギス科・ハダカイワシ科の一部の仔魚は腸管を体外に露出させ、体長の数倍に及ぶ長い腸をぶら下げて遊泳する。このように体の一部を伸ばした形態は浮遊生活への適応と見られ、体表面積を拡大させ浮力を高める効果を持つ。また、露出した消化管は腸の表面積を広げ、大きな獲物を消化吸収できるようにするなどの意味があると見られている。
浅海で成長した深海魚は変態を行って成魚とほぼ同じ姿の稚魚となり、本来の生息場所である深海へと移動する。寒冷で餌の少ない環境で過ごす深海魚の成長速度は遅く、特に底生魚では寿命も長いと考えられている。深海魚の年齢はほかの魚類と同じく、耳石や鱗に刻まれた同心円状の模様によって推定できる。しかし、成長周期の季節的変化に乏しい深海魚の耳石に明瞭な年輪が形成されることはまれで、年齢推定はごく微小な日周輪によって行われる。
ミナミシンカイエソ（シンカイエソ科）やセキトリイワシ科の一種 (Conocara macropterum) は小型の稚魚と大型の成魚のみが突出して多く、両者の中間にあたるサイズが非常に少ないという二峰性の体長分布を示す。これらの魚類は稚魚期に何らかの原因による選択的捕食を受け、この時期を生き延びたものだけが急速な成長を遂げるものと見られる。

### 遊泳行動
| シンカイエソ Bathysaurus mollis （シンカイエソ科）。海底で静止したまま獲物の接近を待つ、待ち伏せ型（sit-and-wait）底生魚の一種。体を支える胸鰭と腹鰭が発達する |  | ソコダラ科の一種（Coryphaenoides leptolepis）。本種のような狩猟採集型（active foraging）底生魚は、海底直上での遊泳に適した基底の長い背鰭・臀鰭と尻すぼみの体型を持つことが多い。 |
| シンカイエソ Bathysaurus mollis （シンカイエソ科）。海底で静止したまま獲物の接近を待つ、待ち伏せ型（sit-and-wait）底生魚の一種。体を支える胸鰭と腹鰭が発達する |  | ソコダラ科の一種（Coryphaenoides leptolepis）。本種のような狩猟採集型（active foraging）底生魚は、海底直上での遊泳に適した基底の長い背鰭・臀鰭と尻すぼみの体型を持つことが多い。 |

中層で生活する遊泳性深海魚は、エネルギー消費を抑えるためか、あまり活発に動き回らないものが多い。中深層に分布する小型の被捕食魚であるハダカイワシやオニハダカの仲間には、普段は立ち泳ぎをするような姿勢でじっとしているものがいる。これは自分の影をできるだけ小さくすることで、捕食者に見つかりにくくする効果があると考えられている。
中深層に多いワニトカゲギス類、および漸深層に幅広く分布するチョウチンアンコウ類は、遊泳性の待ち伏せ型 (float-and-wait) 捕食魚の代表である。後者はシダアンコウ科など一部を除いて丸みを帯びた球状の体型をしており、浮力の維持には向いているが素早い遊泳には適していない。彼らの筋肉はいわゆる白身であり、瞬発力に優れるものの持久力はほとんどない。積極的に餌を探す狩猟採集型 (active foraging) の遊泳性深海魚としては、ミズウオ科・クロボウズギス科などが知られる。
底生性の深海魚には、ナガヅエエソ（チョウチンハダカ科）やアカグツ（アカグツ科）、あるいはノロゲンゲ（ゲンゲ科）のように海底と物理的接触を持ち静止して餌を待つもの （benthic fish）と、ソコダラ・アシロ・トカゲギス・ホラアナゴ・サメ類など活発に泳ぎまわり餌を探すもの（benthopelagic fish）がいる。
待ち伏せ型（sit-and-wait）の底生魚は一般に筋組織の発達した体格を持ち、浮き袋を欠くことが多い。魚食性の種類は長い歯の並ぶ大きな口と眼を備える一方、プランクトン食性の魚類の眼は退化的であることが多い。砂地の海底で腹鰭や胸鰭を使って体を支え、近くにきた獲物を瞬間的な動作で捕え丸呑みにする。シンカイエソなど体比重の大きい底生性深海魚は、海底から50センチメートル以上離れることはまれと考えられている。大型の獲物を捕食する待ち伏せ型深海魚は、その大きな眼を効率的に利用できる大陸斜面上部から中部にかけて分布することが多い。
活発に泳ぎ餌を探す狩猟採集型は、底生性深海魚としてはより一般的な行動様式であり、ソコダラ科・アシロ科などは種類も数も豊富で、あらゆる深度で観察される。彼らはよく発達した機能的な浮き袋と基底の長い背鰭・臀鰭を持ち、海底すれすれをホバリングするように泳ぐことが可能となっている。視覚への依存は概して低く、獲物の探索は嗅覚と側線が主に利用されている。
リュウグウノツカイのような深海魚が海岸に打ち上げられたり、浅い海域で漁獲・目撃されたりすると「地震の前兆ではないか」と騒がれることがある。東海大学の織原義明特任准教授らの研究チームが1992年から2011年3月11日にかけての深海魚目撃情報101件と、この期間に起きたマグニチュード6以上の地震161件（内陸地震や震源の深さが100キロ以上を除く）を照合した結果、時期・場所の一致は少なく、地震予知による防災・減災には役立たないとする見解を2017年にまとめた。

## 深海魚の利用

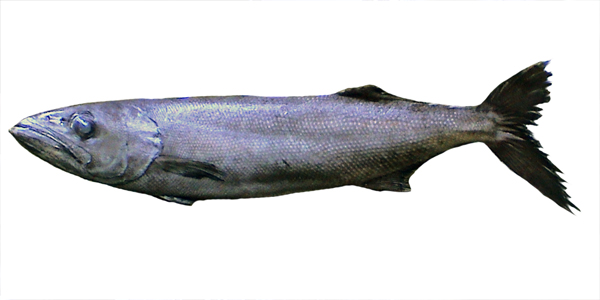
バラムツ Ruvettus pretiosus （クロタチカマス科）。スポーツフィッシングの対象になる大型魚。体にワックス分を多量に含み、日本では食用としての販売が禁じられている。

日常生活とは縁遠い印象がある深海魚であるが、食用とされる種類は多い。日本で食用にされるアンコウ、タチウオ、ムツ、キンメダイ、スケトウダラ、オヒョウ、ハタハタなどは、いずれも水深数百メートルの深海域に生息する。漁獲対象となる有用種はツノザメ目、エイ目、タラ目、キンメダイ目、カレイ目、スズキ目など、ほとんどの場合底生性の深海魚である。海底付近を活発に遊泳する捕食魚は、その運動量を支えるための筋肉を発達させているのに対し、中層を漂泳する深海魚は高圧下で浮力を確保するために体全体を水っぽくしたり、過剰な脂肪を蓄えたりしていることが多い。ミズウオは体長1メートルを超える中深層遊泳性の大型深海魚で、煮ると肉が溶けてなくなることからその名がつけられた。
前述の通り、遊泳性深海魚は体内に脂質を蓄えていることが多いが、中には油脂分としてワックスを含むものがある。人体ではワックスを消化できないため、これらの魚肉を多量に摂取すると下痢や腹痛の原因となる。ワックス分が特に多いクロタチカマス科のバラムツとアブラソコムツは、日本では食品衛生法によって販売が禁止されている。ハダカイワシ類の中でも、日周鉛直移動を行わない一部の種類は体内にワックスを蓄えている。

### 新たな水産資源として

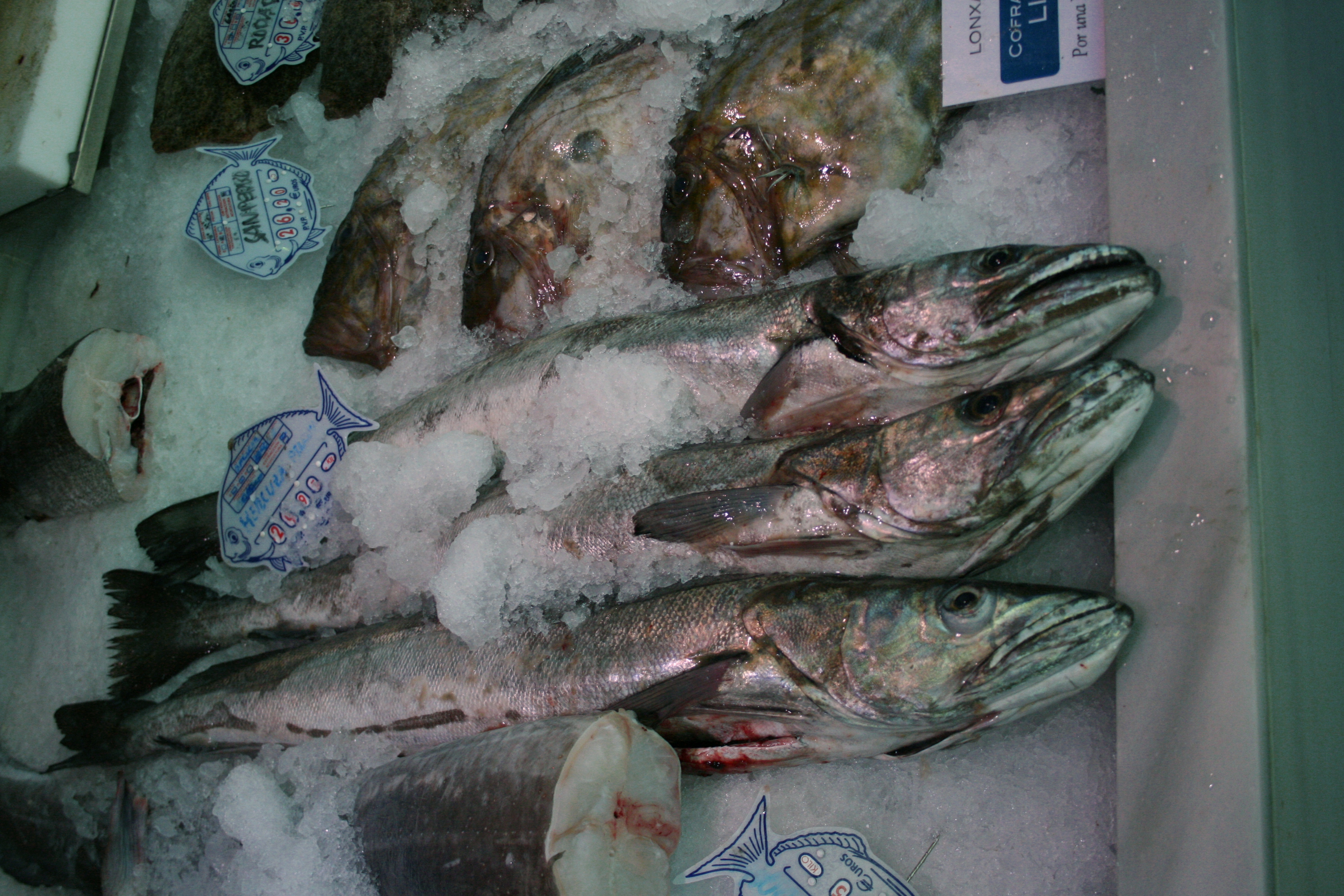
スペインの市場に並ぶメルルーサの仲間。ヘイクと総称されるメルルーサ科の深海魚は、食用魚としての消費が急増している。

トロール網による底引き網漁では、目当ての高級魚と共に大量の深海魚が水揚げされることも多い。練製品として利用される一部の底生魚（ソコダラ類など）を除き、従来は市場価値がないことから廃棄されていた深海魚も、地産地消の一環として各地で食用化が進められている。
たとえば、駿河湾北東部は海岸近くから急激に深くなるため、ここに面する静岡県沼津市の沼津港や戸田（へだ）漁港などには様々な深海魚が水揚げされる。このため沼津市では沼津港深海水族館が開設されたり、伊豆市などを含む西伊豆地方で深海魚料理をアピールしたりと、観光資源としても活用されている。食用となる身が少ない種類もあるが、戸田漁港の飲食店主によると、全体としては脂が乗って、ふっくらとした食感の深海魚が多いという。
1970年代以降、新たな漁業資源として利用可能な深海魚の探索が、日本の調査船によって活発に進められている。水産庁が1977年から1979年にかけて北洋トロール船による深海資源調査を実施したほか、海洋水産資源開発センター（現・水産総合研究センター）の調査船「深海丸」は1970年から20年にわたって世界各地の深海漁場開発を行った。これらの調査の結果見出されたメルルーサやマジェランアイナメなど多くの有用魚種が、輸入食用魚として一般に利用されるようになっている。しんかい2000などの潜水調査船もまた、キチジやハタハタなど深海性水産魚種の資源量調査や生態解明に携わっている。
以上のようなトロール船調査によって開発された深海魚の多くは底生魚である。一方で、中層に莫大な資源量を持つハダカイワシ類もまた、世界的な食料需要の増大を支えるエネルギー源として注目されている。ハダカイワシの仲間は過剰脂質のため食用には向かないと考えられてきたが、多くの種類では一般的な食用魚種と変わらない脂質組成を持つことが報告されている。中深層遊泳性深海魚の総生物量は少なくとも9.5億トンに上ると見積もられており、これらの豊富な未利用資源を活用する方法が探られている。

### 乱獲による減少
深海魚の資源開発と利用が進められる一方で、深海漁業の大規模化に伴う乱獲が大きな問題となっている。著しい低水温に曝される深海魚の成長は一般的に遅く、特に底生性の中・大型種ではその傾向が顕著である。雌雄の接触が少なく繁殖機会が限られるという問題もあり、資源回復量を上回る勢いでの乱獲は、最悪の場合には絶滅の危機をもたらす。2006年には大西洋北西部におけるタラ類の急速な減少が報告され、国際連合食糧農業機関（FAO）は漁業国に対し資源保護に向けた適切な管理を求めている。

## 深海魚の進化と系統
魚類の深海への進出が始まったのはいつごろか、はっきりしたことは分かっていない。深海はきわめて安定した環境であり、少なくとも真骨類の著しい多様化が起きた中生代白亜紀より前には、すでに魚類は深海の住人になっていたと見られている。古生代石炭紀後期（約3億年前）の地層から出土したヌタウナギ科の唯一の化石種 (Myxinikela siroka) は、多くの点で現生種と変わらない形態を有していたが、その眼球は現存するヌタウナギ類とは異なる機能的なものであった。深海への適応がどのように進んだのかを知るためには、化石記録に基づく経時的な解析が必要となるが、これまでに知られる深海魚の化石は非常に乏しい。
現生の深海魚の大半を占めるのは条鰭綱に属する魚類、とりわけ真骨類の仲間である。真骨類の中でも原始的なグループが多いという特徴があり、特に中層遊泳性の深海魚ではその傾向がはっきりと認められる。より進化の進んだ高位群であるスズキ目は、現代の浅海でもっとも繁栄するグループであるが、含まれる深海魚の割合は著しく少ない。
このように、早期に出現したグループに深海魚が多く、比較的新しい群には少ない理由として、浅海での生存競争に遅れをとった古い魚類が逃げ込んだ、いわば「安息の地」が深海であったためと考えられてきた。しかしこの説は1950年代に否定され、以降深海魚は進化系統的に大きく2つの世代（一次性 ancient および二次性深海魚 secondary）に分けて考えられるようになっている。
一次性深海魚は外洋性深海魚とも呼ばれ、ワニトカゲギス目やハダカイワシ目など遊泳性深海魚が主に含まれる。彼らは出現初期から深海に進出し、管状眼・発光器など浅海魚からかけ離れた特異な形態、および日周鉛直移動など独自の生態を、非常に長い時間を掛けて特化させたと見られている。
二次性深海魚は陸棚性深海魚の別名を持ち、タラ目やアシロ目など底生魚が所属する。彼らは初期の進化を浅海の海底で経験したあと、一次性深海魚よりも遅れて深海底に進出するようになったと考えられている。このため、二次性深海魚が所属する分類群には浅い海で暮らす魚類も多く含まれるほか、形態的にも浅海魚と極端な変化が見られないことがしばしばある。
以下のリストは、魚類（無顎類・肉鰭類を含める）の生物分類の中から、深海魚を中心に構成される科を系統順位に従って配列したものである。分類方法はNelson（2006）の体系に基づいている。

### 無顎類

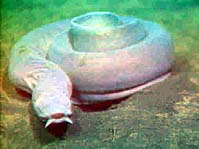
ヌタウナギ科の一種 (Eptatretus stoutii)。死肉をあさる習性から、深海の掃除屋とも呼ばれる。

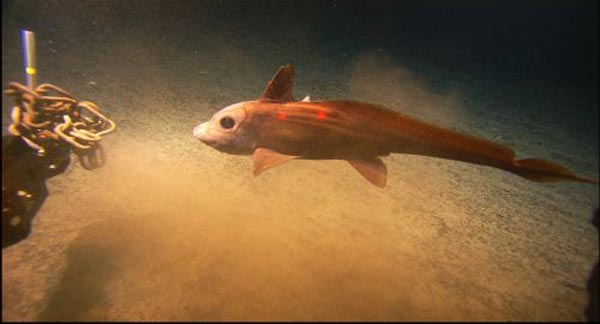
アカギンザメ属の一種 Hydrolagus sp. （ギンザメ科）。ギンザメ類は現生の軟骨魚類として最も原始的なグループで、全て深海底生性である。

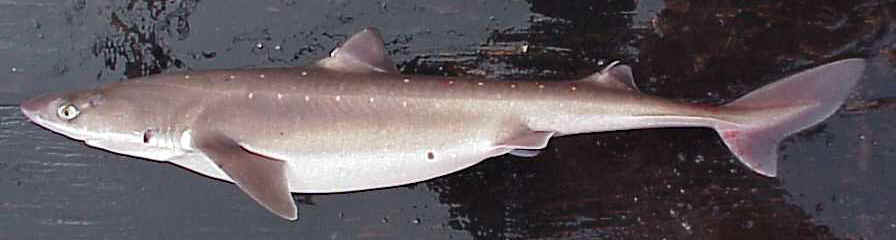
アブラツノザメ Squalus acanthias （ツノザメ科）。ツノザメ類は中深層の海底で普通に見られる深海ザメである。

現生はヌタウナギ目・ヤツメウナギ目の2目のみで、後者は主に淡水産。
- ヌタウナギ目（旧メクラウナギ目）Myxiniformes およそ70種を含む。砂泥底で生活し、深海の腐肉食者として重要な位置を占める。
  - ヌタウナギ科 Myxinidae － ヌタウナギ・ホソヌタウナギ

### 軟骨魚類
軟骨魚類にはいわゆるサメ・エイおよびギンザメの仲間が所属し、底生性の深海魚が多く含まれる。
- ギンザメ目 Chimaeriformes 約30種の全てが深海の底部で生活する。強靭な顎を持ち、貝類・甲殻類など硬い殻を持つ埋在動物を捕食する。
  - ゾウギンザメ科 Callorhinchidae
  - テングギンザメ科 Rhinochimaeridae
  - ギンザメ科 Chimaeridae － ギンザメ
- ネズミザメ目 Lamniformes 表層から深海にかけて広い生活範囲を持つ種類が多く、純粋な深海性魚類は少ない。
  - ミツクリザメ科 Mitsukurinidae － ミツクリザメ
  - メガマウス科 Megachasmidae － メガマウス
- メジロザメ目 Carcharhiniformes サメ類として最大のグループであり、多くは浅海で生活しているが、トラザメ科の一部の属（ヘラザメ属・ナヌカザメ属・ナガサキトラザメ属・ヤモリザメ属）に深海魚が含まれる[102]。多くは大陸棚で暮らす底生魚で、ほとんど泳がない。
  - トラザメ科 Scyliorhinidae
- カグラザメ目 Hexanchiformes 含まれる5種すべてが中深層の海底付近に住む深海魚。
  - ラブカ科 Chlamydoselachidae － ラブカ
  - カグラザメ科 Hexanchidae － カグラザメ
- キクザメ目 Echinorhiniformes 以前はツノザメ目に含まれていたグループ。所属する2種はいずれも底生性深海魚。
  - キクザメ科 Echinorhinidae
- ツノザメ目 Squaliformes 約100種の大半が深海底生性。アイザメ科には6,000メートル以深からの採取記録もあるが、その信頼性は疑問視されている[102]。
  - ツノザメ科 Squalidae － アブラツノザメ
  - アイザメ科 Centrophoridae
  - カラスザメ科 Etmopteridae － フジクジラ
  - オロシザメ科 Oxynotidae － オロシザメ
  - ヨロイザメ科 Dalatiidae － ダルマザメ
  - オンデンザメ科 Somniosidae － オンデンザメ
- トビエイ目 Myliobatiformes 多くは大陸棚から大陸斜面にかけて住む底生魚で、分布範囲は浅海から深海まで多岐にわたる。
  - ムツエラエイ科 Hexatrygonidae
  - ウスエイ科 Plesiobatidae

### 条鰭類

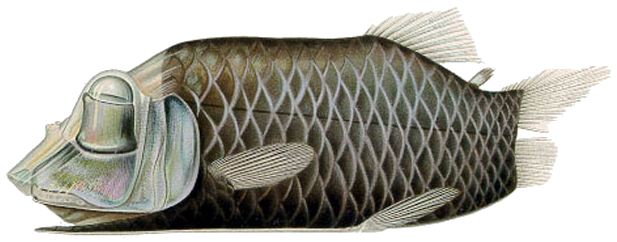
デメニギス科の一種 (Opisthoproctus soleatus)。真上を向いた管状眼が特徴

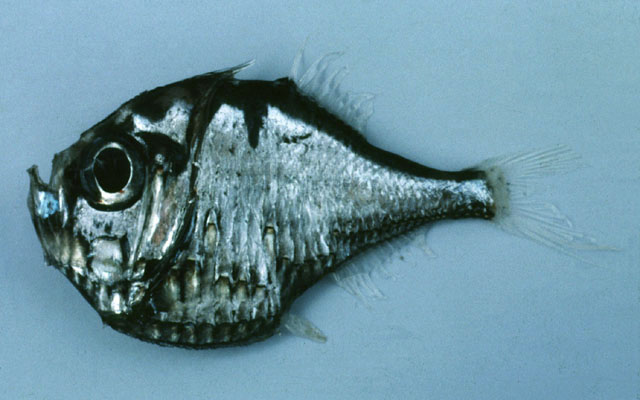
ホウネンエソ属の一種 Polyipnus triphanos （ムネエソ科）

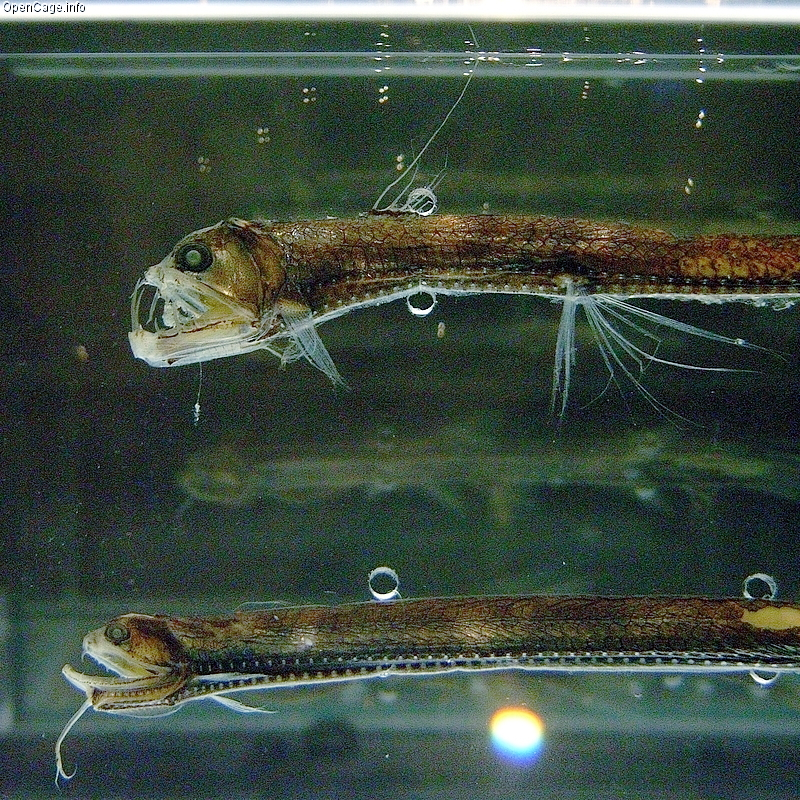
ホウライエソ Chauliodus sloani （ワニトカゲギス科）の標本展示（新江ノ島水族館）。本科魚類は中深層遊泳性の捕食者として重要な存在である。

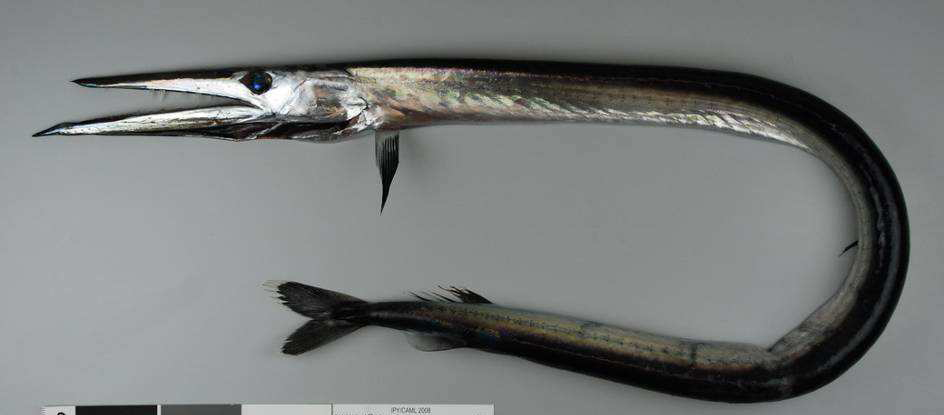
ミズウオダマシ属の1種 Anotopterus sp. （ハダカエソ科）。写真の個体は2008年に捕獲されたもので、新種と考えられている。

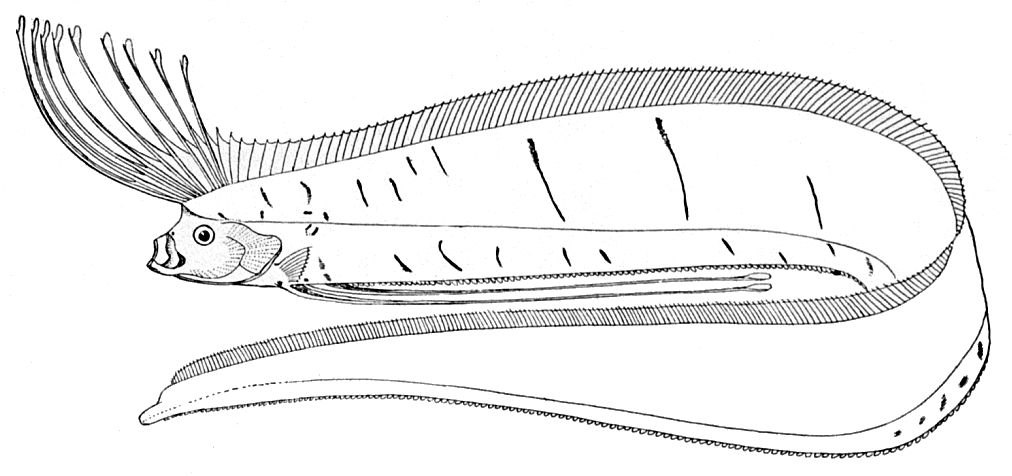
リュウグウノツカイ Regalecus glesne （リュウグウノツカイ科）。硬骨魚類として最大の体長を持ち、シーサーペントや人魚伝説の元になったと考えられている。

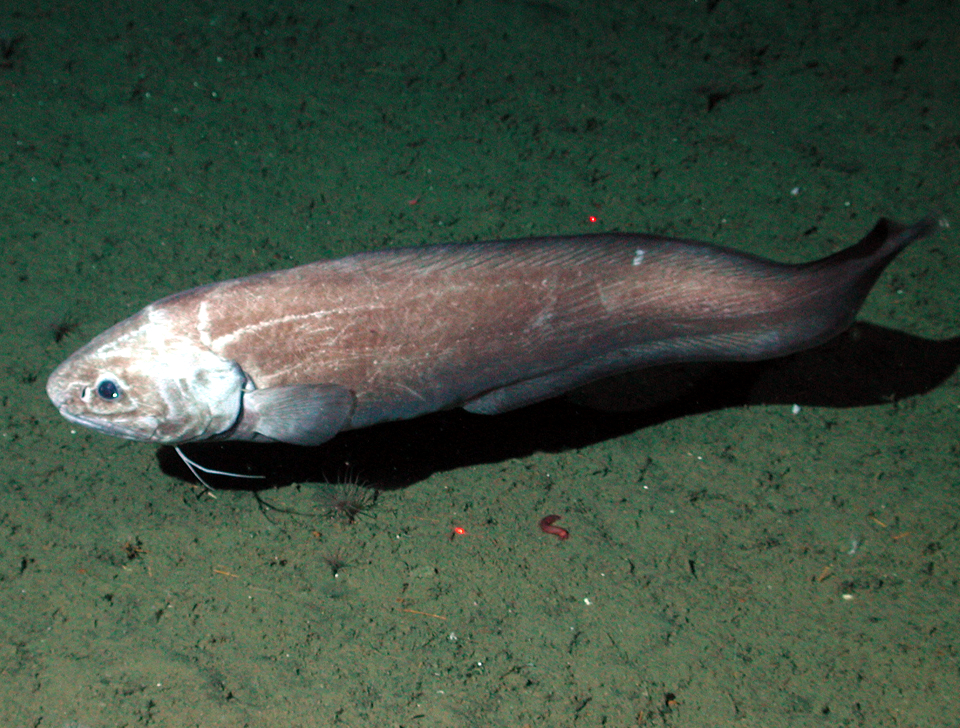
ソコボウズ Spectrunculus grandis （アシロ科）。世界最深部の魚類の一種。

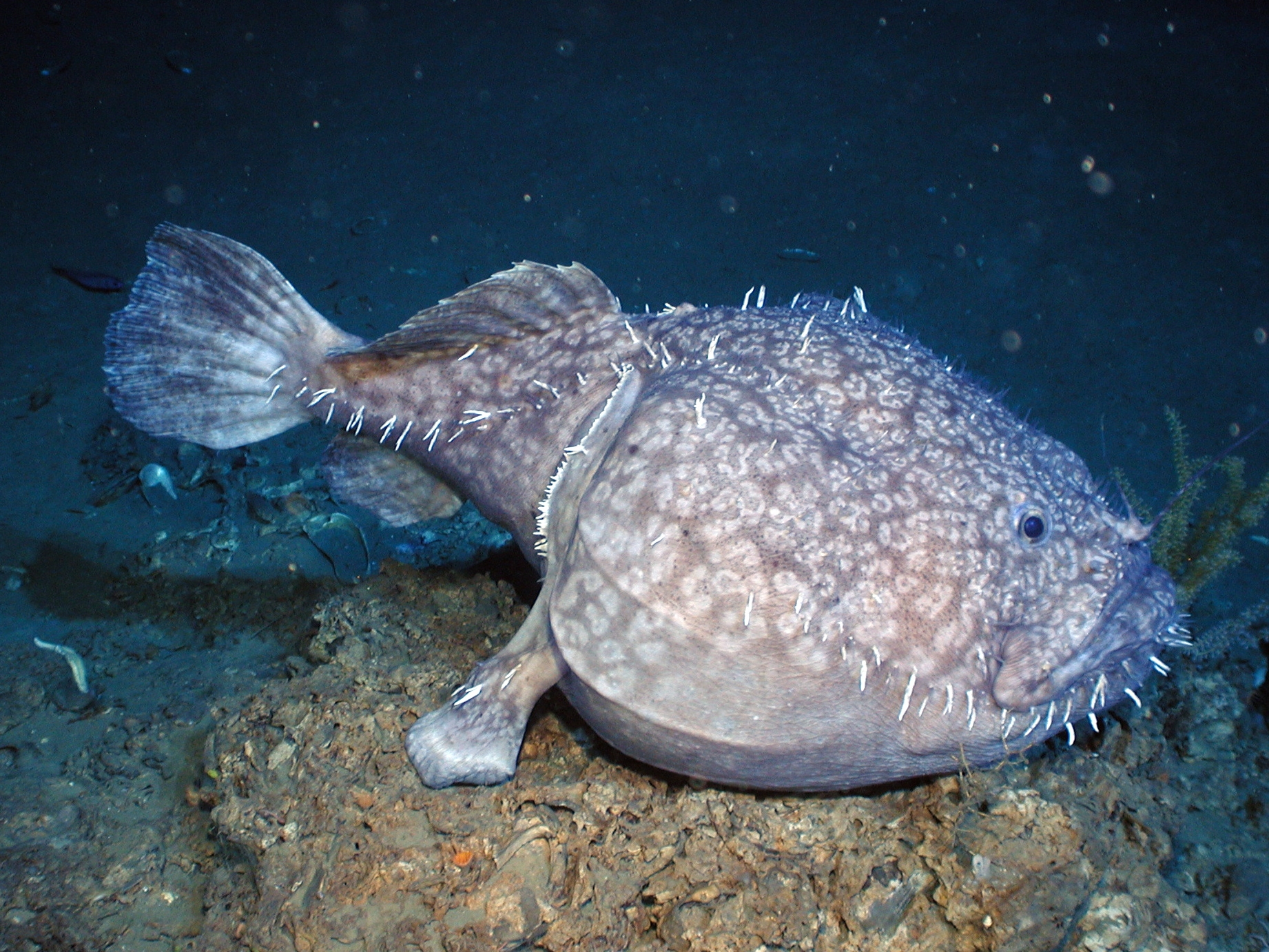
アンコウ科の一種 (Sladenia shaefersi)。西大西洋の深海、900 - 1,200メートルに分布する種類。

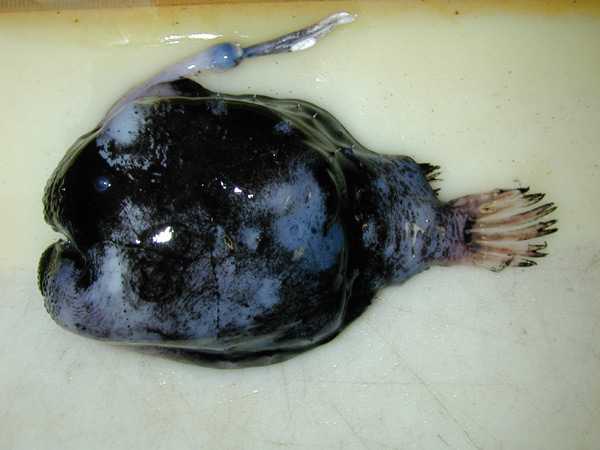
チョウチンアンコウ科の一種 (Himantolophus sp.)。チョウチンアンコウ類は種類が多く、漸深層の遊泳性深海魚としては最もありふれた存在である。

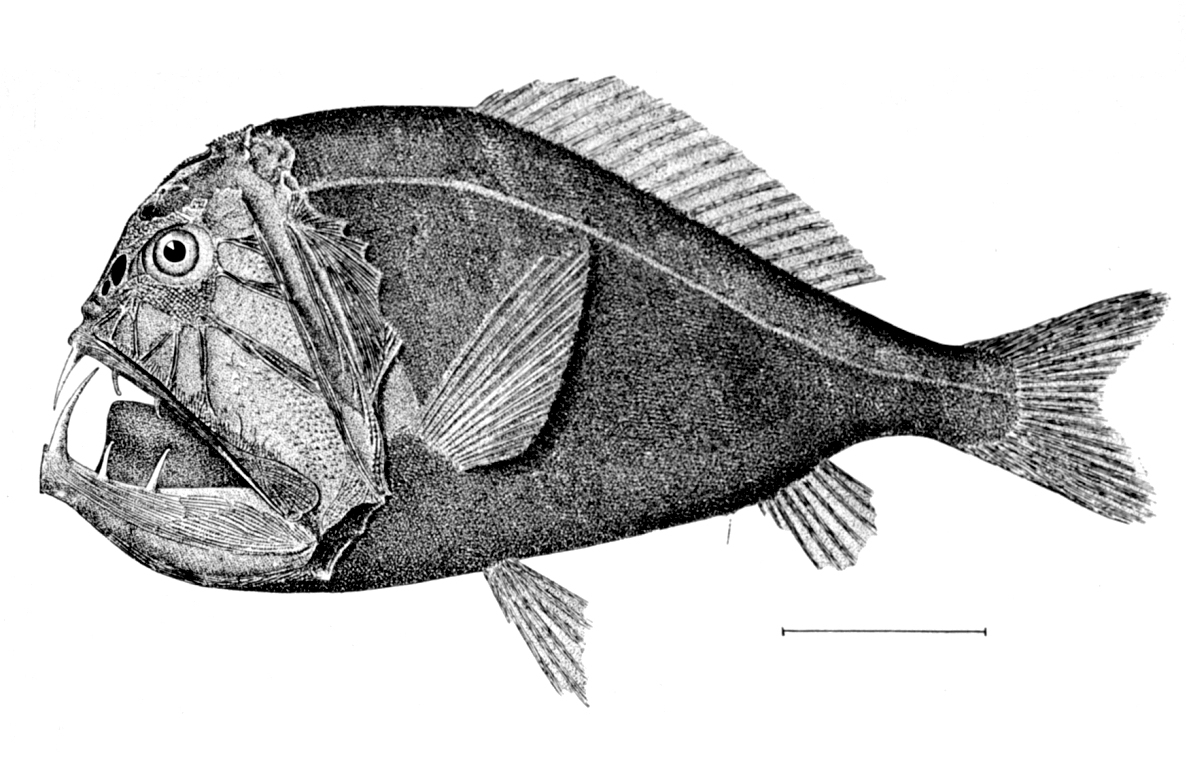
オニキンメ Anoplogaster cornuta （オニキンメ科）。牙のように長く鋭い歯を備え、口を閉じることはできない。

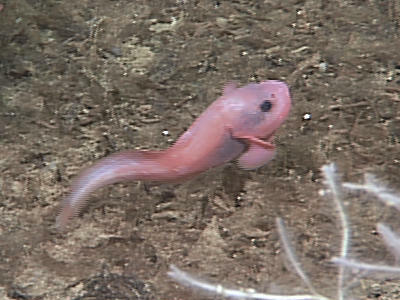
クサウオ科コンニャクウオ属の一種 (Careproctus ovigerum)。本属は名前の通りぶよぶよした体が特徴。

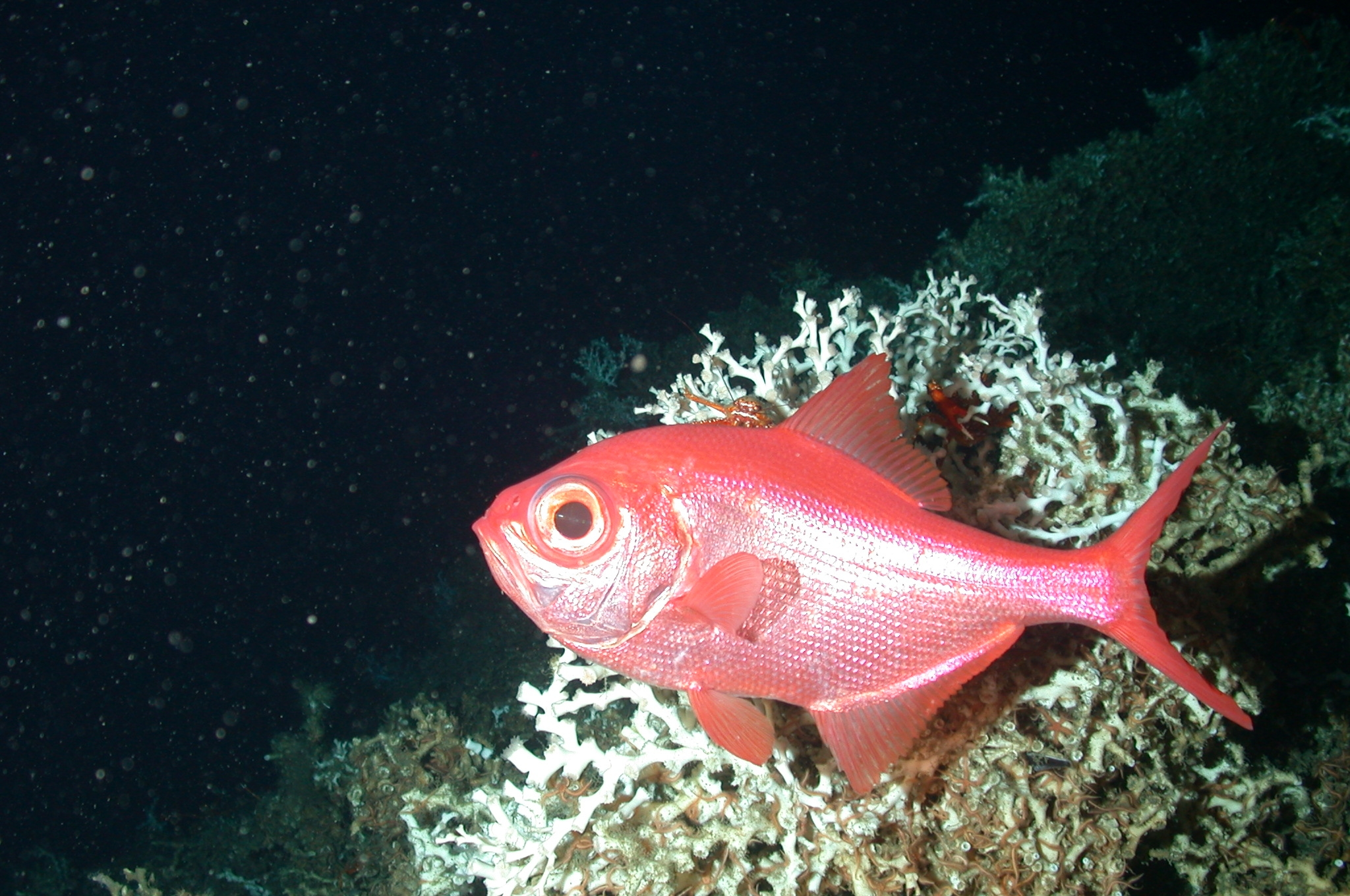
ナンヨウキンメ Beryx decadactylus （キンメダイ科）。深海サンゴの周囲を泳ぐ姿。本科魚類は世界各地で食用魚として利用される。

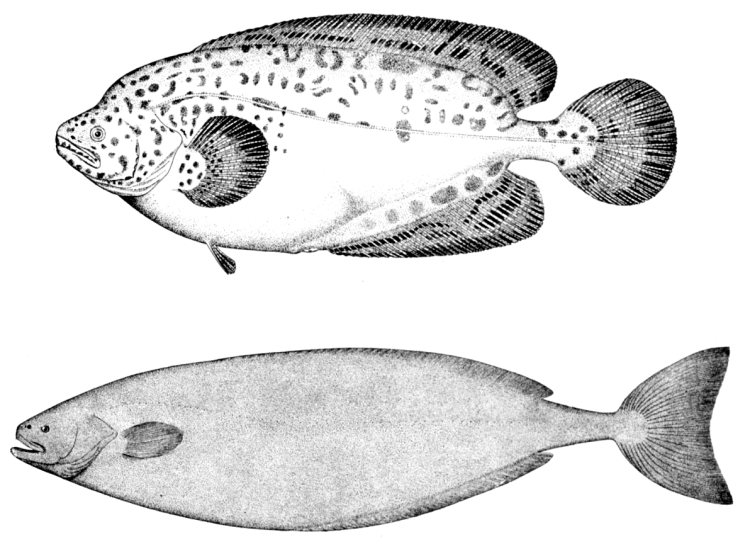
イレズミコンニャクアジ Icosteus aenigmaticus （イレズミコンニャクアジ科）。若魚（上）は特徴的なまだら模様と腹鰭を持つが、成魚（下）ではいずれも消失する。生態には謎が多く、本種のみで独立の目とされたこともあるなど、議論の多い深海魚のひとつである。

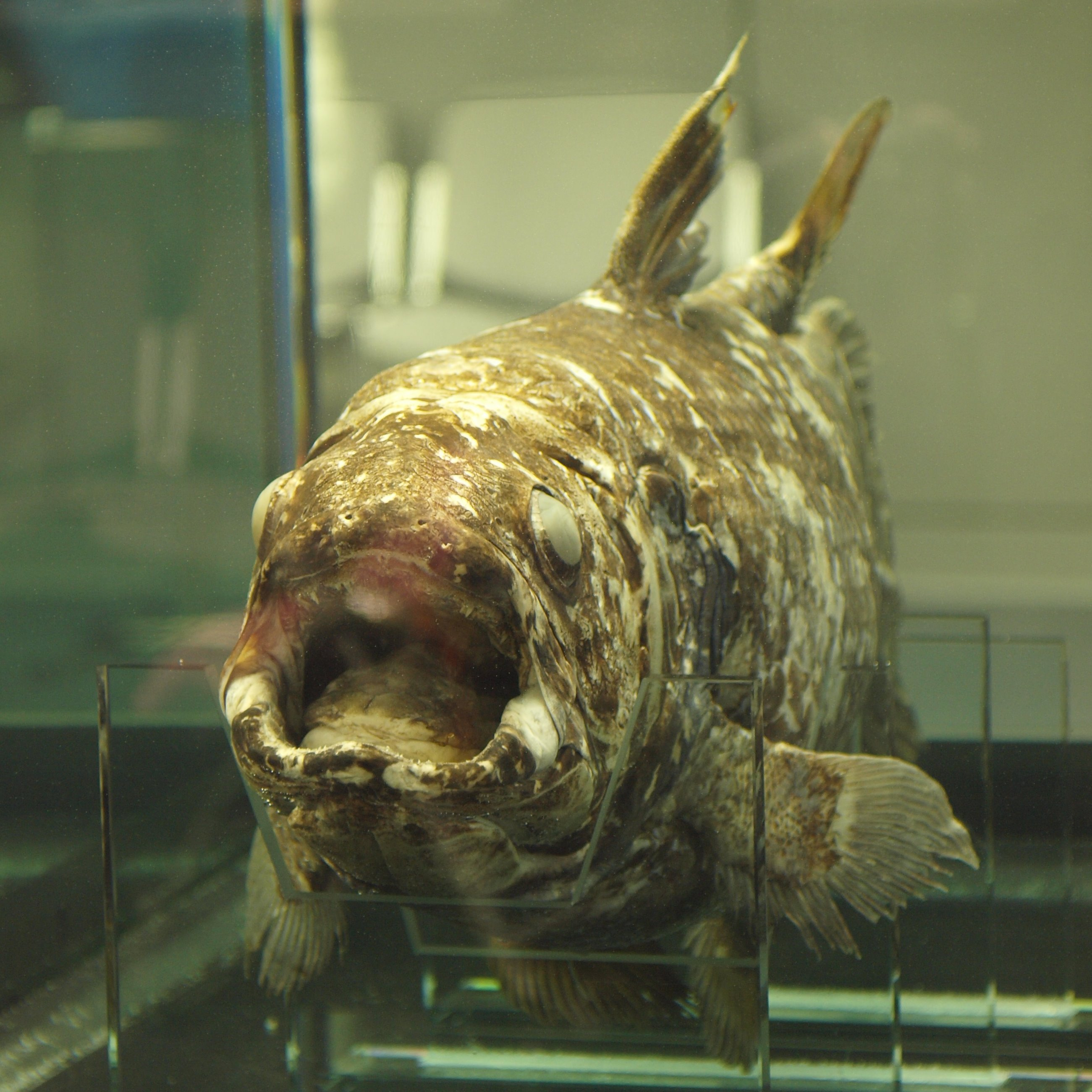
シーラカンス科の一種 (Latimeria menadoensis)。インドネシアで発見された本種は、1999年に新種として記載された。

条鰭綱には現生の硬骨魚類のほとんどが含まれ、所属する約40目のうち半数は深海への適応が見られる。
- ソトイワシ目 Albuliformes ソコギス亜目の大多数が底生性深海魚。ソコギス科の仲間は深海性の表在動物（イソギンチャクやクモヒトデ、ウミユリ、ウニなど）を選択的に捕食する。
  - トカゲギス科 Halosauridae － トカゲギス
  - ソコギス科 Notacanthidae － ソコギス
- ウナギ目 Anguilliformes 主としてアナゴ亜目に深海魚が多数含まれる。シギウナギ科・ノコバウナギ科は中層遊泳性、その他のグループは底生性。
  - ホラアナゴ科 Synaphobranchidae － イラコアナゴやコンゴウアナゴ
  - フサアナゴ科 Colocongridae － バケフサアナゴ
  - ヘラアナゴ科 Derichthyidae
  - シギウナギ科 Nemichthyidae － シギウナギ
  - クズアナゴ科 Nettastomatidae
  - ノコバウナギ科 Serrivomeridae
- フウセンウナギ目 Saccopharyngiformes 所属する28種のすべてが深海魚で、中深層から漸深層を漂泳する。
  - ヤバネウナギ科 Cyematidae
  - フウセンウナギ科 Saccopharyngidae － フウセンウナギ
  - フクロウナギ科 Eurypharyngidae － フクロウナギ
  - タンガクウナギ科 Monognathidae
- ニギス目 Argentiniformes かつてキュウリウオ目に所属していた一群。約200種のほとんどが中深層漂泳性の深海魚で、一部に底生魚も含まれる。
  - ニギス科 Argentinidae －ニギス
  - デメニギス科 Opisthoproctidae － デメニギス
  - ソコイワシ科[104] Microstomatidae
  - ハナメイワシ科 Platytroctidae －ハナメイワシ
  - Bathylaconidae 科
  - セキトリイワシ科 Alepocephalidae － セキトリイワシ
- ワニトカゲギス目 Stomiiformes 所属する約400種のほぼ全種が中深層遊泳性。個体数がきわめて多量で、発光器官を持つ種類も多い。
  - ユメハダカ科 Diplophidae
  - ヨコエソ科 Gonostomatidae － オニハダカ
  - ムネエソ科 Sternoptychidae － ホウネンエソ
  - ギンハダカ科 Photichthyidae
  - ワニトカゲギス科 Stomiidae － ホウライエソやオオクチホシエソ・ミツマタヤリウオ
- シャチブリ目 Ateleopodiformes 12種が含まれ、すべて底生性。
  - シャチブリ科 Ateleopodidae － シャチブリ
- ヒメ目 Aulopiformes チョウチンハダカなどの底生性魚類と、ミズウオなど遊泳性深海魚をともに含む。雌雄同体の魚類が多数含まれることが特徴。
  - チョウチンハダカ科 Ipnopidae － ナガヅエエソやイトヒキイワシ
  - フデエソ科 Notosudidae
  - Bathysauropsidae 科
  - デメエソ科 Scopelarchidae
  - ヤリエソ科 Evermannellidae
  - ミズウオ科 Alepisauridae － ミズウオ
  - ハダカエソ科 Paralepididae
  - シンカイエソ科 Bathysauridae －シンカイエソ
  - ボウエンギョ科 Giganturidae － ボウエンギョ
- ハダカイワシ目 Myctophiformes およそ250種が所属し、ワニトカゲギス目魚類と並ぶ中深層遊泳性深海魚の代表的存在。ほぼすべての仲間が発光器を有する。極海を含めた全世界の海洋に分布し、その総生物量は莫大である。
  - ソトオリイワシ科 Neoscopelidae
  - ハダカイワシ科 Myctophidae － ハダカイワシ
- アカマンボウ目 Lampriformes 約20種の大半が深海性で、まれな種類が多い。
  - クサアジ科 Veliferidae －クサアジ
  - アカマンボウ科 Lampridae － アカマンボウ
  - ステューレポルス科 Stylephoridae - ステューレポルス
  - アカナマダ科 Lophotidae － アカナマダ
  - ラディイケパルス科 Radiicephalidae
  - フリソデウオ科 Trachipteridae － フリソデウオ
  - リュウグウノツカイ科 Regalecidae － リュウグウノツカイ
- ギンメダイ目 Polymixiiformes 10種のみを含む小さなグループで、全種が中深層底部に生息する。
  - ギンメダイ科 Polymixiidae － ギンメダイ
- タラ目 Gadiformes 所属する500種超の多くが深海魚。ソコダラ・チゴダラの仲間は中深層から深海層に幅広く分布する底生性魚類で、種類・個体数ともに多い。
  - ウナギダラ科 Muraenolepididae
  - アシナガダラ科 Euclichthyidae
  - ソコダラ科 Macrouridae － ヨロイダラ・シンカイヨロイダラ
  - チゴダラ科 Moridae －チゴダラ
  - メルルーサ科 Merlucciidae － メルルーサ・シルバーヘイク
  - タラ科 Gadidae － スケトウダラ
- アシロ目 Ophidiiformes アシロ科の魚類はソコダラ類と同様、数の多い重要な底生性深海魚である。
  - アシロ科 Ophidiidae － ソコボウズ・ヨミノアシロ
  - ソコオクメウオ科 Aphyonidae
- アンコウ目 Lophiiformes 記載される300種あまりのほとんどが深海で生活する。チョウチンアンコウ上科の仲間は、漸深層遊泳性の深海魚として代表的な存在である。ほかのグループは底生性。
  - アンコウ科 Lophiidae － アンコウ・キアンコウ
  - フサアンコウ科 Chaunacidae
  - アカグツ科 Ogcocephalidae －アカグツ
  - ヒレナガチョウチンアンコウ科 Caulophrynidae
  - キバアンコウ科[105] Neoceratiidae
  - クロアンコウ科 Melanocetidae
  - チョウチンアンコウ科 Himantolophidae － チョウチンアンコウ
  - フタツザオチョウチンアンコウ科 Diceratiidae
  - ラクダアンコウ科 Oneirodidae
  - タウマティクテュス科 Thaumatichthyidae
  - ザラアンコウ科[105] Centrophrynidae
  - ミツクリエナガチョウチンアンコウ科 Ceratiidae － ミツクリエナガチョウチンアンコウ
  - シダアンコウ科 Gigantactinidae
  - オニアンコウ科 Linophrynidae － オニアンコウ
- クジラウオ目（カンムリキンメダイ目）Stephanoberyciformes  体型や体色に特色が多く、ほかの目との区別が容易な一群。中深層から漸深層で遊泳生活をし、特にクジラウオ科魚類は1,800メートル以深で支配的な存在である。
  - カブトウオ科 Melamphaidae － カブトウオ
  - カンムリキンメダイ科 Stephanoberycidae
  - ヒースピドベーリュクス科 Hispidoberycidae
  - フシギウオ科 Gibberichthyidae － フシギウオ
  - アンコウイワシ科 Rondeletiidae
  - アカクジラウオダマシ科 Barbourisiidae
  - クジラウオ科 Cetomimidae － クジラウオ
    - トクビレイワシ科 Mirapinnidae
    - ソコクジラウオ科 Megalomycteridae
- キンメダイ目 Beryciformes サンゴ礁域から深海まで幅広い分布域を持つ。オニキンメ類は漸深層遊泳性で、ヒウチダイ・キンメダイの仲間は底生性。
  - オニキンメ科 Anoplogastridae － オニキンメ
  - ナカムラギンメ科 Diretmidae
  - ヒウチダイ科 Trachichthyidae
  - キンメダイ科 Berycidae － キンメダイ
- マトウダイ目 Zeiformes 所属する30種あまりの多くは大陸棚から大陸斜面にかけて生息する底生性深海魚で、分布範囲の広い種類が多い。
  - オオメマトウダイ科 Oreosomatidae
  - ベニマトウダイ科 Parazenidae
  - ソコマトウダイ科 Zeniontidae
  - ヒシマトウダイ科 Grammicolepididae
- カサゴ目 Scorpaeniformes 多くは広い分布域を持ち、深海に特化した科は少ない。クサウオ科には海溝深部に生息する超深海種が含まれる。
  - キホウボウ科 Peristediidae
  - アカゴチ科 Bembridae
  - ギンダラ科 Anoplopomatidae － ギンダラ・アブラボウズ
  - トリカジカ科 Ereuniidae
  - クサウオ科 Liparidae － シンカイクサウオ
- スズキ目 Perciformes 現代の浅海でもっとも繁栄し、最大の魚種（約1万種）を誇るグループである。深海魚も多数含まれるが、カサゴ目同様に科レベルでの深海への適応例は少ない。北部大西洋における試算では、スズキ目魚類は遊泳性深海魚の6%、底生性深海魚の9%を占めるに過ぎない[35]。200種以上を含むゲンゲ科は北半球の深海底に広く分布する重要な底生魚で、濃密な群れを形成することもある[51]。
  - イシナギ科 Polyprionidae
  - ヤセムツ科 Epigonidae
  - ヤエギス科 Caristiidae
  - ソコニシン科 Bathyclupeidae
  - ゲンゲ科 Zoarcidae
  - アルテディドラコ科 Artedidraconidae
  - クロボウズギス科 Chiasmodontidae － オニボウズギス
  - イレズミコンニャクアジ科 Icosteidae － イレズミコンニャクアジ
  - ムカシクロタチ科 Scombrolabracidae
  - クロタチカマス科 Gempylidae － バラムツ・アブラソコムツ
  - オオメメダイ科 Ariommatidae
  - ヒシダイ科 Caproidae
- カレイ目 Pleuronectiformes 上記2目と同じく、多くの科は浅海種・深海種を満遍なく含む。ウシノシタ科に所属する2亜科のうち、アズマガレイ亜科は深海性である。
  - カワラガレイ科 Poecilopsettidae
  - ベロガレイ科 Samaridae
- フグ目 Tetraodontiformes 浅海魚が多いが、ベニカワムキ科の約20種は底生性の深海魚である。
  - ベニカワムキ科 Triacanthodidae
  - マンボウ科 Molidae

### 肉鰭類
肉鰭綱に属し、四肢動物の祖先と考えられている一群。現生種を含むのはハイギョ類とシーラカンス類のみ。
- シーラカンス目 Coelacanthiformes 生きている化石とも呼ばれ、現生種は2種。
  - ラティメリア科 Latimeriidae － ラティメリア